# Galileo (sonda kosmiczna)
Galileo – amerykańska bezzałogowa sonda kosmiczna wystrzelona w 1989 roku przez agencję kosmiczną NASA w celu wykonania badań Jowisza, jego księżyców i pierścieni. W grudniu 1995 r. sonda stała się pierwszym sztucznym satelitą Jowisza oraz wprowadziła w jego atmosferę próbnik z aparaturą pomiarową. Galileo był pierwszą sondą, która zbliżyła się do planetoid. Podczas swej misji Galileo wykonał też obserwacje Wenus, Ziemi, Księżyca i komety Shoemaker-Levy 9.
Nazwa sondy została nadana na cześć wielkiego włoskiego astronoma epoki renesansu Galileusza (wł. Galileo Galilei), który w 1610 r., korzystając ze skonstruowanego przez siebie teleskopu, odkrył cztery największe księżyce Jowisza, nazwane później na cześć odkrywcy księżycami galileuszowymi.

## Cele naukowe misji

### Orbiter
- Zbadanie cyrkulacji i dynamiki atmosfery jowiszowej.
- Zbadanie górnych warstw atmosfery i jonosfery jowiszowej.
- Określenie morfologii, geologii i właściwości fizycznych księżyców galileuszowych.
- Zbadanie składu i dystrybucji minerałów na powierzchni księżyców galileuszowych.
- Zbadanie pól grawitacyjnych i magnetycznych oraz właściwości dynamicznych księżyców galileuszowych.
- Obserwacja atmosfer, jonosfer i rozległych obłoków gazowych księżyców galileuszowych.
- Obserwacja interakcji magnetosfery jowiszowej z księżycami galileuszowymi.
- Określenie wektora pola magnetycznego oraz widma energetycznego, składu i dystrybucji cząstek i plazmy do odległości 150 promieni Jowisza[1].

### Próbnik atmosferyczny
- Określenie składu chemicznego atmosfery jowiszowej.
- Określenie struktury atmosfery do głębokości przynajmniej 10 barów.
- Zbadanie natury cząsteczek obłoków oraz lokalizacji i struktury warstw obłoków.
- Zbadanie bilansu promieniowania cieplnego Jowisza.
- Obserwacja natury jowiszowych wyładowań elektrycznych.
- Pomiar strumienia energetycznych cząstek naładowanych powyżej szczytu atmosfery[2].

## Konstrukcja sondy

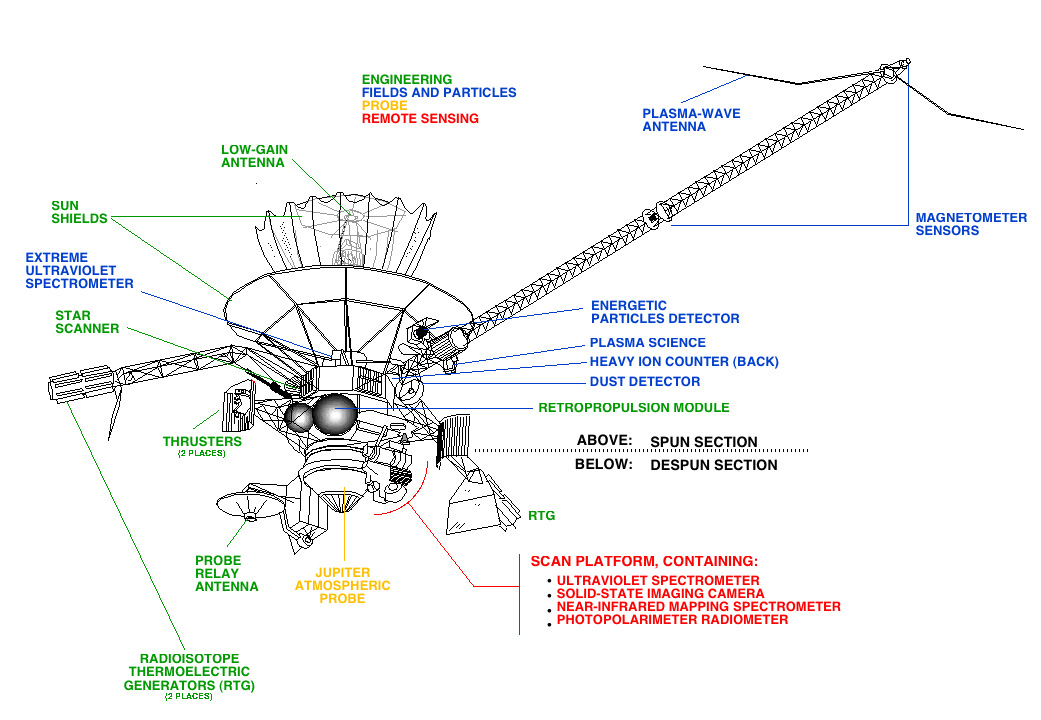
Schemat konstrukcji sondy Galileo

Sonda Galileo składała się z orbitera (Galileo Orbiter) i połączonego z nim, w pierwszym etapie misji, próbnika atmosferycznego (Galileo Probe).

### Orbiter
Orbiter, skonstruowany w Jet Propulsion Laboratory, posiadał unikalną konstrukcję podzieloną na dwie główne części: wirującą (ang. Spun Section) i stacjonarną (Despun Section).
Część wirująca stanowiła większą część sondy. Znajdowały się w niej przedziały z elektroniką pokładową (w tym komputery, rejestrator danych i nadajniki radiowe), moduł napędowy, antena główna, dwa wysięgniki o długości 5 m z generatorami RTG i wysięgnik o długości 10,9 m dla magnetometrów i anteny fal plazmowych. Część ta wirowała z prędkością około 3 (przez większą część misji) lub 10,5 obrotów na minutę (podczas niektórych manewrów, jak oddzielenie próbnika atmosferycznego i wejście na orbitę Jowisza). Wirowanie nadawało sondzie stabilność oraz pozwalało skierować umocowaną na osi obrotu antenę dokładnie ku Ziemi. Umieszczone były tu instrumenty naukowe, które w czasie prowadzenia obserwacji miały przemiatać całe niebo.
Część stacjonarna używała silnika elektrycznego do anulowania rotacji pozostałej części sondy. Umieszczono na niej platformę skanującą z instrumentami optycznymi, które wymagały precyzyjnego ustawienia w kierunku celów obserwacji, oraz antenę odbierającą dane z próbnika atmosferycznego. Do części stacjonarnej przymocowany był także próbnik atmosferyczny. W trakcie kluczowych dla misji największych manewrów silnikowych i podczas oddzielenia próbnika atmosferycznego, obie części sondy były wprowadzone we wspólny ruch obrotowy, w celu polepszenia stabilności.
Obie części orbitera były połączone przez łącznik (Spin Bearing Assembly), który zapewniał połączenia elektryczne i transmisję danych.
Większa część kadłuba sondy przykryta była przez wielowarstwową izolację termiczną, która chroniła także przed uderzeniami mikrometeoroidów i wyładowaniami elektrycznymi na powierzchni sondy. Dla zapewnienia ochrony przed przegrzaniem pojazdu podczas pierwszej fazy lotu, w wewnętrznej części Układu Słonecznego, u podstawy anteny głównej zamontowano osłonę słoneczną, w której cieniu mógł pozostawać kadłub sondy.

#### Zasilanie w energię
Energia elektryczna dostarczana była sondzie przez dwa, umieszczone na osobnych wysięgnikach, radioizotopowe generatory termoelektryczne GPHS-RTG (ang. General-Purpose Heat Source Radioisotope Thermoelectric Generator). Każdy z generatorów miał 114 cm długości, 42,2 cm średnicy, masę 55,9 kg i zawierał pluton 238 w postaci ditlenku. Na początku misji generatory wytwarzały prąd stały o łącznej mocy 577,2 W. Dostarczana energia stopniowo zmniejszała się z czasem, z powodu rozpadu radioaktywnego plutonu i degradacji elementów ogniw termoelektrycznych. Pod koniec misji, w 2003 r., generatory wytwarzały około 432 W energii elektrycznej.
Jednym z inżynierów odpowiedzialnych za funkcjonowanie systemu zasilania sondy Galileo był polski naukowiec, Artur B. Chmielewski.

#### Moduł napędowy
W module napędowym (ang. Retroropulsion Module) umieszczono silniki rakietowe oraz zbiorniki hipergolowych materiałów pędnych.
12 silników o ciągu po 10 N każdy znajdowało się na końcach dwóch przeciwległych wysięgników, po sześć sztuk na każdym. Służyły one do kontroli położenia sondy oraz do wykonywania mniejszych manewrów korekcyjnych. Pojedynczy, umieszczony centralnie wzdłuż osi sondy, silnik główny o ciągu 400 N służył do wykonywania najważniejszych manewrów. Łączna użyteczna masa materiałów pędnych wynosiła na początku misji 925 kg (354 kg paliwa i 571 kg utleniacza). Znajdowały się one w dwóch zbiornikach paliwa i dwóch zbiornikach utleniacza. Paliwem do wszystkich silników była monometylohydrazyna. Tetratlenek diazotu stanowił utleniacz. Dodatkowe dwa zbiorniki były wypełnione helem pod ciśnieniem, który służył do przepompowywania materiałów pędnych.
Moduł napędowy został zbudowany w zakładach firmy Messerschmitt-Bölkow-Blohm i przekazany przez rząd Republiki Federalnej Niemiec jako jej wkład w misję Galileo.

#### Łączność
Na szczycie części wirującej sondy znajdowała się antena główna o wysokim zysku (High-Gain Antenna, HGA) z nadajnikami pracującymi w paśmie X (o zysku 49 dBi) i paśmie S (o zysku 38 dBi). Zbudowana z pozłacanej siatki z drutu molibdenowego antena HGA miała po rozwinięciu średnicę 4,8 m. Ponieważ była ona większa od wymiarów ładowni wahadłowca, podczas startu była złożona, podobnie jak parasol. Dla ochrony konstrukcji anteny przed intensywnym promieniowaniem słonecznym podczas pierwszej fazy lotu, wewnątrz wokółsłonecznej orbity Ziemi, pozostawała ona złożona i umieszczona w cieniu osłony przeciwsłonecznej. Antena HGA miała zapewnić szybkość transmisji danych wynoszącą 134 400 bitów na sekundę z orbity wokół Jowisza.
Na szczycie masztu anteny głównej znajdowała się antena pomocnicza o niskim zysku (Low-Gain Antenna, LGA 1) pracująca w paśmie S na częstotliwości 2295 MHz (o zysku 7 dBi), której planowana szybkość transmisji z orbity Jowisza wynosiła jedynie 8 bitów na sekundę. Na jednym z wysięgników dla generatorów RTG zamontowano drugą antenę pomocniczą LGA 2, która używana była wyłącznie do utrzymywania łączności podczas gdy sonda znajdowała się wewnątrz wokółsłonecznej orbity Ziemi.
Awaria anteny HGA (patrz: Awaria anteny głównej) spowodowała, że antena ta nigdy nie została użyta i całą łączność musiała przejąć antena LGA 1. Modyfikacje odbiorników naziemnych anten Deep Space Network oraz łączenie ich z sobą w sieć pozwoliło na zwiększenie maksymalnej możliwej szybkości transmisji, z odległości orbity Jowisza, do 160 bitów na sekundę. Używane szybkości transmisji mieściły się więc w zakresie od 8 do 160 bitów na sekundę.
U podstawy części stacjonarnej sondy znajdowała się paraboliczna antena odbierająca dane z próbnika atmosferycznego (Probe Relay Antenna) o średnicy 1,1 m z dwoma odbiornikami w paśmie L pracującymi na częstotliwościach 1387,0 i 1387,1 MHz.

#### Systemy sterowania
Command and Data Subsystem (CDS) był głównym systemem sterującym sondy. CDS odpowiedzialny był za odbiór i przetwarzanie instrukcji przesyłanych z Ziemi, zbieranie danych ze wszystkich instrumentów naukowych i systemów inżynieryjnych sondy, magazynowanie tych danych na pokładowym magnetofonie oraz zarządzał procedurami rozpoznającymi nieprawidłowości w funkcjonowaniu sondy i zapewniającymi ochronę przed ich skutkami. Po awarii anteny HGA komputery sondy zostały też zaangażowane do wykonywania kompresji danych z instrumentów pokładowych. W skład CDS wchodziło sześć 8-bitowych mikroprocesorów RCA COSMAC 1802 pracujących z częstotliwością 1,6 MHz.
Attitude and Articulation Control Subsystem (AACS) był systemem odpowiedzialnym za kontrolę położenia sondy w przestrzeni. AACS sterował pracą silników rakietowych oraz ustawieniem platformy skanującej. Komputer tego systemu został też wykorzystany do kompresji danych z instrumentów sondy. W skład AACS wchodził komputer z 16-bitowym mikroprocesorem ATAC-16MS połączony z szukaczami gwiazd i Słońca, żyroskopami, przyspieszeniomierzami oraz czujnikami położenia platformy skanującej i wysięgników dla generatorów RTG.
Każdy z 11 instrumentów naukowych sondy posiadał własny mikroprocesor RCA COSMAC 1802 służący do kontroli pracy instrumentu i komunikacji z systemem CDS. 8 z tych instrumentów mogło być przeprogramowanych podczas misji.
Do magazynowania danych na pokładzie sondy wykorzystywany był czterościeżkowy cyfrowy magnetofon Odetics DDS-3100 z taśmą o długości 560 m i całkowitej pojemności 914 489 344 bitów (około 109 MB). Po awarii urządzenia w październiku 1995 roku, zakazano używania końcowego fragmentu taśmy, co ograniczyło pojemność użyteczną do około 750 milionów bitów.

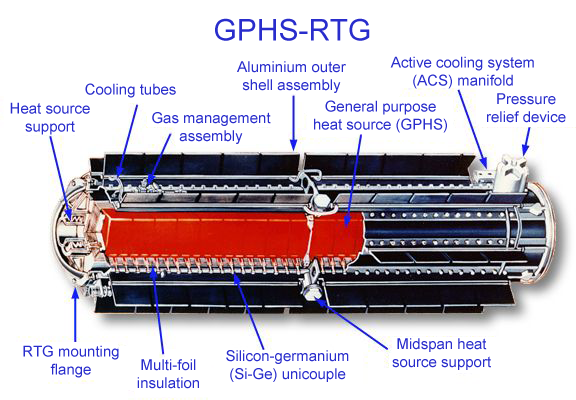
Schemat konstrukcji generatora GPHS-RTG
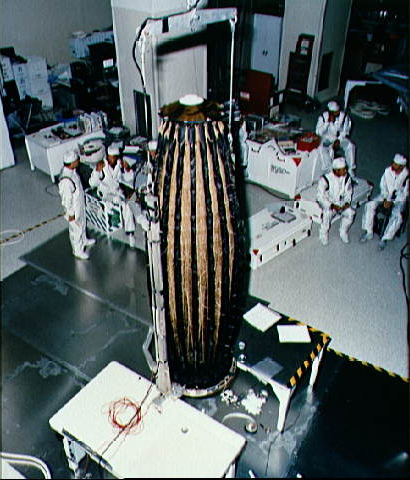
Złożona antena główna HGA podczas przygotowań przedstartowych
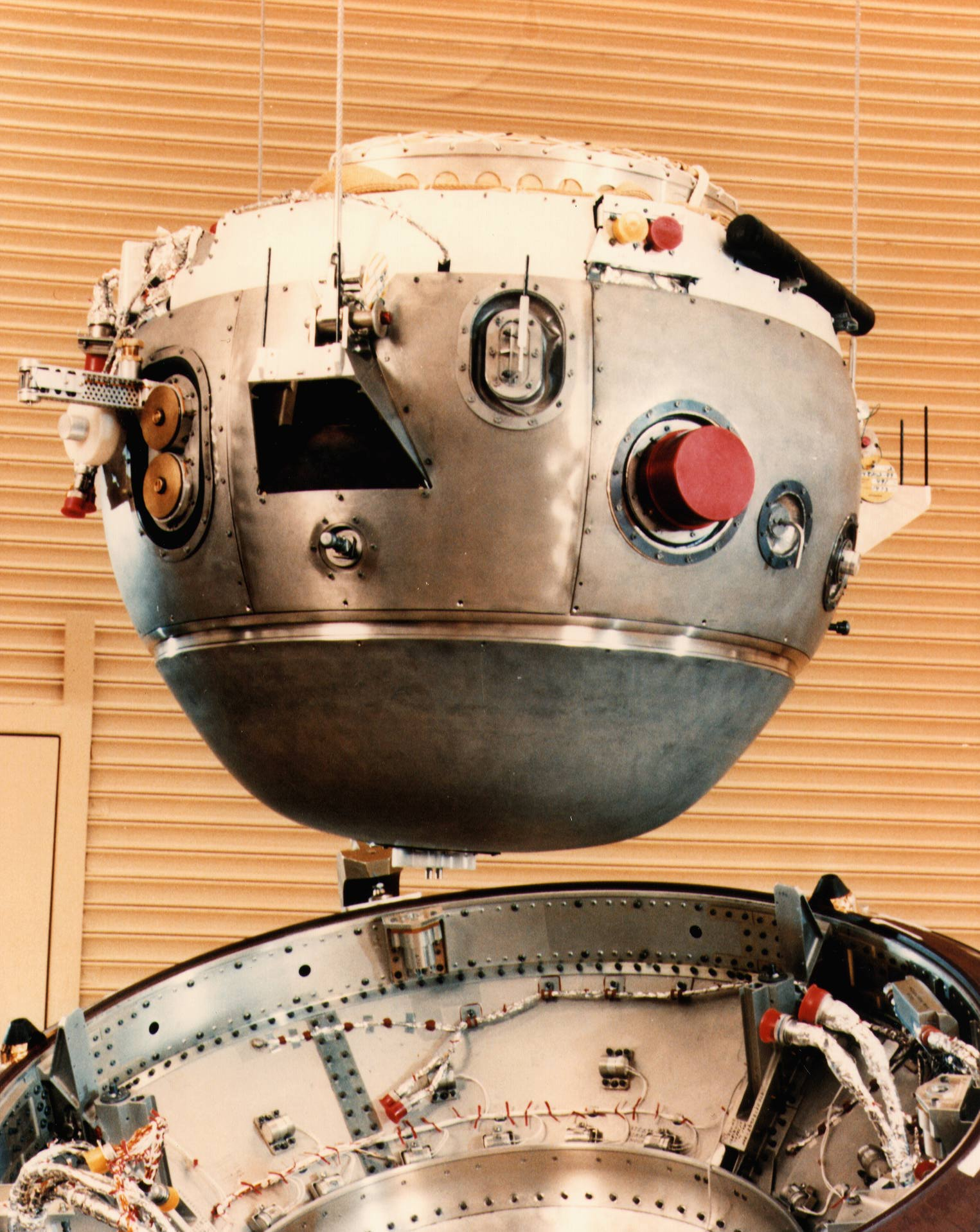
Moduł opadania próbnika atmosferycznego

#### Instrumenty naukowe
| Eksperyment | Konstrukcja instrumentu - Wykonawca - Kierownik (Principal Investigator) | Zadania |
| --- | --- | --- |
| Solid-State Imager (SSI) – kamera | Kamera multispektralna. Teleskop Cassegraina o aperturze 176,5 mm, ogniskowej 1500 mm (f/8.5), polu widzenia 8,13 mrad i zdolności rozdzielczej 10,16 μrad/piksel. Detektor z matrycy CCD o rozdzielczości 800 x 800 pikseli. Obserwacje w zakresie długości fal 375 - 1100 nm. Osiem filtrów barwnych o długości centrum zakresu: 611 (filtr czysty 391 - 831 nm), 404, 559, 671, 734, 756, 887 i 986 nm. Masa: 28 kg. - NASA Jet Propulsion Laboratory w Pasadenie, Kalifornia; matryca CCD dostarczona przez Texas Instruments - Michael J.S. Belton z Kitt Peak National Observatory w Arizonie | - Obserwacja dynamiki atmosfery i struktury obłoków Jowisza. - Ustalenie procesów geologicznych kształtujących powierzchnię księżyców galileuszowych. - Wykonanie map ich powierzchni z rozdzielczością poniżej 1 km. - Pomiar rozmiaru, kształtu i określenie osi obrotu księżyców. - Obserwacja struktury pierścieni Jowisza. - Obserwacja zjawisk zorzowych w atmosferze planety i na jej księżycach.                                      |
| Near Infrared Mapping Spectrometer (NIMS) – spektrometr mapujący w bliskiej podczerwieni                                                              | Teleskop Ritcheya-Chrétiena o aperturze 228 mm i ogniskowej 80 cm (f/3.5). Spektrometr dyfrakcyjny z 17 detektorami (15 z antymonku indu i 2 krzemowe) schłodzonymi do 64 K. Obserwacje w zakresie długości fal 0,7 - 5,2 μm. Pole widzenia 10 mrad x 0,5 mrad; rozdzielczość kątowa 0,5 mrad. Masa: 18 kg. - NASA Jet Propulsion Laboratory - Robert W. Carlson z NASA Jet Propulsion Laboratory | - Określenie składu i rozmieszczenia minerałów na powierzchni księżyców galileuszowych z rozdzielczością 5 - 30 km. - Określenie morfologii obłoków i struktury atmosfery jowiszowej. |
| Ultraviolet Spectrometer (UVS) – spektrometr ultrafioletu                                                                                             | Teleskop Cassegraina w układzie Dalla-Kirkhama o aperturze 5,03 x 5,28 cm i ogniskowej 250 mm (f/5). Spektrometr skanujący Eberta-Fastie'a o ogniskowej 125 mm. Trzy detektory - fotopowielacze. Obserwacje w zakresie długości fal 113 - 432 nm. Pole widzenia 1° x 0,1° dla dwóch detektorów i 0,4° x 0,1° dla trzeciego. Rozdzielczość widmowa 0,7 nm poniżej 190 nm i 1,3 nm powyżej 190 nm. Masa: 5,2 kg. - Laboratory for Atmospheric and Space Physics w University of Colorado w Boulder, Kolorado - Charles W. Hord z University of Colorado | - Badanie składu i struktury górnych warstw atmosfery jowiszowej. - Określenie tempa utraty gazów przez księżyce galileuszowe. - Obserwacja procesów fizycznych w torusie plazmowym Io. |
| Photopolarimeter-Radiometer (PPR) – fotopolarymetr – radiometr                                                                                        | Teleskop Cassegraina w układzie Dalla-Kirkhama o aperturze 10 cm, ogniskowej 50 cm i polu widzenia 2,5 mrad. Dwie fotodiody krzemowe i detektor piroelektryczny z tantalku litu. W modzie fotopolarymetrycznym pomiary w trzech zakresach o długości centrum w 410,0, 678,5 i 944,6 nm. W modzie fotometrycznym siedem zakresów widmowych o centrum w 618,7, 633,3, 648,0, 788,7, 829,3, 840,3 i 891,8 nm. W modzie radiometrycznym pięć kanałów o centrum w 16,8, 21,0, 27,5, 35,5 μm oraz dla długości >45 μm. Masa: 5,2 kg. - Santa Barbara Research Center - James E. Hansen z NASA Goddard Institute for Space Studies w Nowym Jorku | - Określenie wertykalnej oraz horyzontalnej dystrybucji cząsteczek obłoków i mgieł w atmosferze Jowisza. - Określenie budżetu energetycznego Jowisza i struktury termicznej jego atmosfery. - Pomiary fotometrycznych, polarymetrycznych i radiometrycznych własności księżyców galileuszowych. |
| Extreme Ultraviolet Spectrometer (EUVS) – spektrometr dalekiego ultrafioletu                                                                          | Spektrometr dyfrakcyjny z kolimatorem mechanicznym. Apertura 4,0 x 6,0 cm, ogniskowa 20 cm. Detektor złożony z fotokatody, multyplikatora elektronowego i anody. Obserwacje w zakresie długości fal 54 - 128 nm. Pole widzenia 0,17° - 0,87° FWHM. Rozdzielczość widmowa 3,5 nm dla źródeł rozciągłych i 1,5 nm dla źródeł punktowych. Masa: 12,23 kg. - University of Colorado w Boulder i University of Arizona w Tucson - Charles W. Hord z University of Colorado | - Badanie składu i struktury górnych warstw atmosfery jowiszowej. - Określenie tempa utraty gazów przez księżyce galileuszowe. - Obserwacja procesów fizycznych w torusie plazmowym Io. |
| Magnetometer (MAG) – magnetometr | Dwa trójosiowe magnetometry transduktorowe na wysięgniku w odległości 6,87 m i 11,03 m od osi obrotu sondy. Pomiary pól magnetycznych w zakresie ± 32 – ± 512 nT (magnetometr bardziej oddalony) i ± 512 – ± 16 384 nT (magnetometr bliższy). Masa: 7,2 kg. - University of California, Los Angeles - Margaret Galland Kivelson z University of California, Los Angeles | - Badanie struktury i dynamiki magnetosfery jowiszowej. - Pomiar fluktuacji pola magnetycznego. - Stwierdzenie obecności własnych pól magnetycznych księżyców galileuszowych. - Badanie interakcji magnetosfery z księżycami. - Pomiary międzyplanetarnego pola magnetycznego. |
| Energetic Particles Detector (EPD) – detektor cząstek naładowanych                                                                                    | Dwa zespoły detektorów umieszczonych na obrotowej platformie: Low-Energy Magnetospheric Measurements System (LEMMS): Teleskop z 8 detektorami krzemowymi. Pomiary w zakresie energii 15 keV – > 11 MeV dla elektronów i 22 keV - ∼55 MeV dla jonów. Szybkość pomiarów do 600 000 zliczeń/s. Composition Measurements System (CMS) składający się z teleskopu time-of-flight (TOF) i dwóch teleskopów delta-E x E. Pomiary w zakresie energii > 10 keV - > 10 MeV/nukleon dla jonów (od H do Fe). Szybkość pomiarów do > 150 000 zliczeń/s dla TOF i 50 000 zliczeń/s dla delta-E x E. Masa: 10,5 kg. - Johns Hopkins University Applied Physics Laboratory w Laurel, Maryland i Max-Planck Institut für Aeronomie - Donald J. Williams z Johns Hopkins University Applied Physics Laboratory | - Pomiar energii, składu i stabilności promieniowania uwięzionego Jowisza. - Zbadanie interakcji cząstek naładowanych z księżycami galileuszowymi i wiatrem słonecznym. - Określenie prędkości i temperatury plazmy termicznej. - Określenie procesów adiabatycznych i nietermicznych w promieniowaniu uwięzionym. |
| Plasma Subsystem (PLS) – detektor plazmy | Cztery analizatory elektrostatyczne i trzy magnetyczne spektrometry mas. 7 detektorów dla elektronów i 7 detektorów dla jonów. Pomiary w zakresie energii 0,9 eV - 52 keV. Masa: 13,2 kg. - University of Iowa w Iowa City - Louis A. Frank z University of Iowa | - Pomiary gęstości, temperatury, prędkości i składu plazmy o niskiej energii. - Określenie źródeł plazmy magnetosferycznej. - Zbadanie interakcji otaczającej plazmy z księżycami galileuszowymi. - Zbadanie roli plazmy jako źródła cząstek naładowanych w pasach radiacyjnych. |
| Plasma Wave Subsystem (PWS) – odbiornik fal plazmowych                                                                                                | Elektryczna antena dipolowa o długości 6,6 m i dwie magnetyczne anteny cewkowe. Trzy analizatory spektralne i szerokopasmowy odbiornik falowy. Pomiary w zakresie częstotliwości fal: 5,62 Hz – 5,65 MHz dla pól elektrycznych i 5 Hz - 160 kHz dla pól magnetycznych. Masa: 7,14 kg. - University of Iowa i Centre de Recherches en Physique de l'Environnement Terrestre et Planetaire - Donald A. Gurnett z University of Iowa | - Pomiar natężenia fal plazmowych w magnetosferze Jowisza i fal radiowych pochodzących z Jowisza, Ziemi i Słońca. - Zbadanie wpływu fal plazmowych i emisji radiowych na rozpraszanie i utratę promieniowania uwięzionego. - Określenie podstawowych parametrów plazmy, w tym gęstości elektronowej. |
| Dust Detector Subsystem (DDS) – detektor pyłu | Detektor jonizacji zderzeniowej o powierzchni 0,1 m2. Pomiar cząstek pyłu o masie 10-16 - 10-7 g, ładunku 10-14 - 10-10 C (ładunki ujemne) i 10-14 - 10-12 C (ładunki dodatnie) oraz szybkości 1 - 70 km s-1. Szybkość zliczeń do 100 uderzeń/s. Masa: 4,2 kg. - Max Planck Institut für Kernphysik - Eberhard Grün z Max Planck Institut für Kernphysik | - Pomiary masy, ładunku elektrycznego i prędkości cząstek pyłu kosmicznego. - Zbadanie interakcji księżyców galileuszowych z ich środowiskiem pyłowym. - Zbadanie interakcji cząstek pyłowych z plazmą i polem magnetycznym. - Poszukiwanie pierścieni Jowisza. - Pomiar wpływu pola grawitacyjnego Jowisza na populację pyłu międzyplanetarnego.                                                                                             |
| Heavy Ion Counter (HIC) – licznik ciężkich jonów | Dwa teleskopy z detektorami krzemowymi: Low-Energy Telescopes (LET B i LET E). Detekcja jonów od 6C do 28Ni w zakresie energii ∼ 6 - ≥ 200 MeV/nukleon. Masa: 8,33 kg. - NASA Jet Propulsion Laboratory - Edward C. Stone z California Institute of Technology w Pasadenie | - Monitorowanie strumienia ciężkich jonów w celu oceny ich wpływu na elektronikę sondy. - Obserwacje ciężkich jonów uwięzionych w magnetosferze Jowisza i pochodzących z rozbłysków słonecznych. |
| Radio Science (RS) – eksperymenty radiowe: - Gravity and Celestial Mechanics - grawitacja i mechanika nieba; - Radio Propagation - propagacja radiowa | System telekomunikacyjny sondy: transpondery i ultrastabilny oscylator. Systemy odbiorcze na Ziemi. - John D. Anderson z NASA Jet Propulsion Laboratory (Celestial Mechanics); Von R. Eshleman i H. Taylor Howard ze Stanford University w Stanford (Propagation) | - Określenie masy i wewnętrznej struktury mijanych obiektów kosmicznych. - Badanie struktury zewnętrznych warstw atmosfery Jowisza, jego jonosfery i jej interakcji z magnetosferą. - Określenie rozmiarów i kształtu księżyców galileuszowych, poszukiwanie ich atmosfer i jonosfer. - Precyzyjne określenie orbit Jowisza i jego księżyców. - Badanie korony słonecznej. - Poszukiwanie fal grawitacyjnych o bardzo niskiej częstotliwości. |

Cztery instrumenty (SSI, NIMS, UVS i PPR) zostały umieszczone na platformie skanującej, która umożliwiała precyzyjne ich ustawienie w kierunku obserwowanych obiektów. Pozostałe instrumenty, które w czasie prowadzenia obserwacji miały przemiatać całe niebo, znajdowały się na części wirującej sondy.

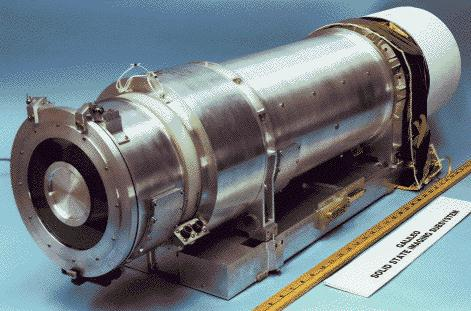
Kamera SSI
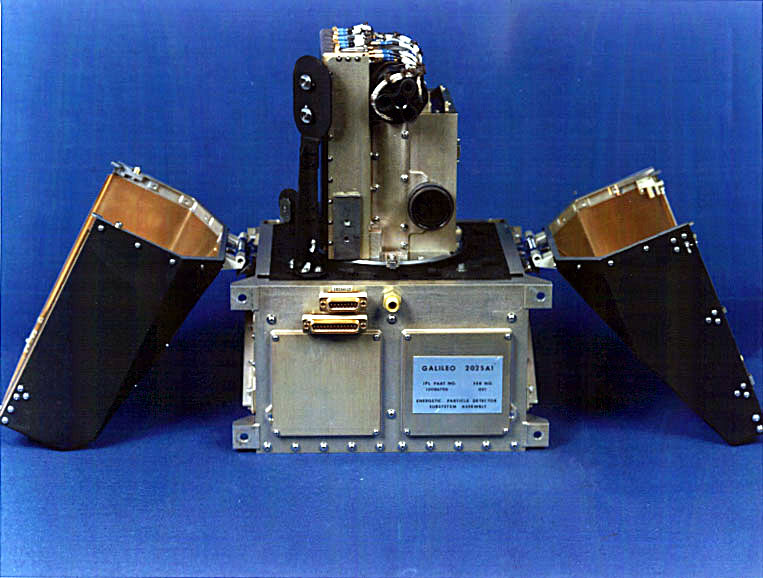
Detektor cząstek naładowanych EPD
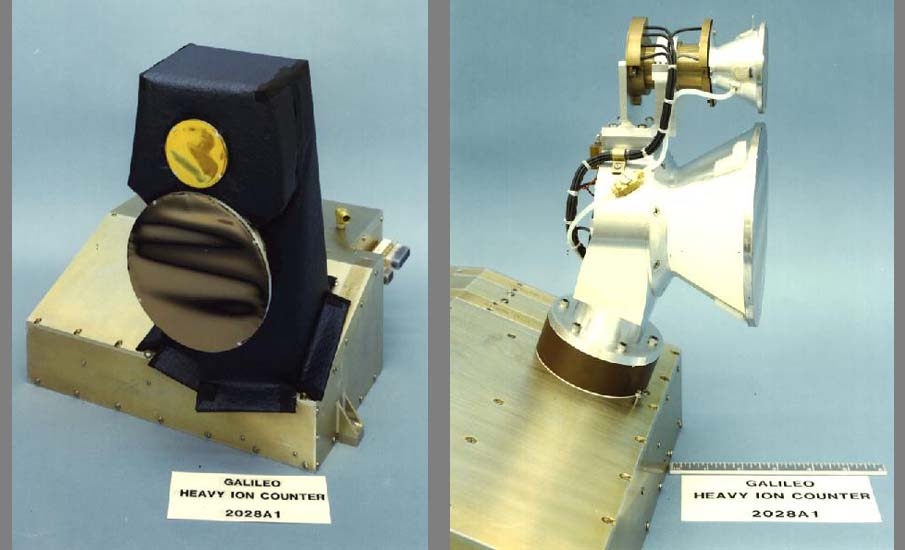
Licznik ciężkich jonów HIC

### Próbnik atmosferyczny

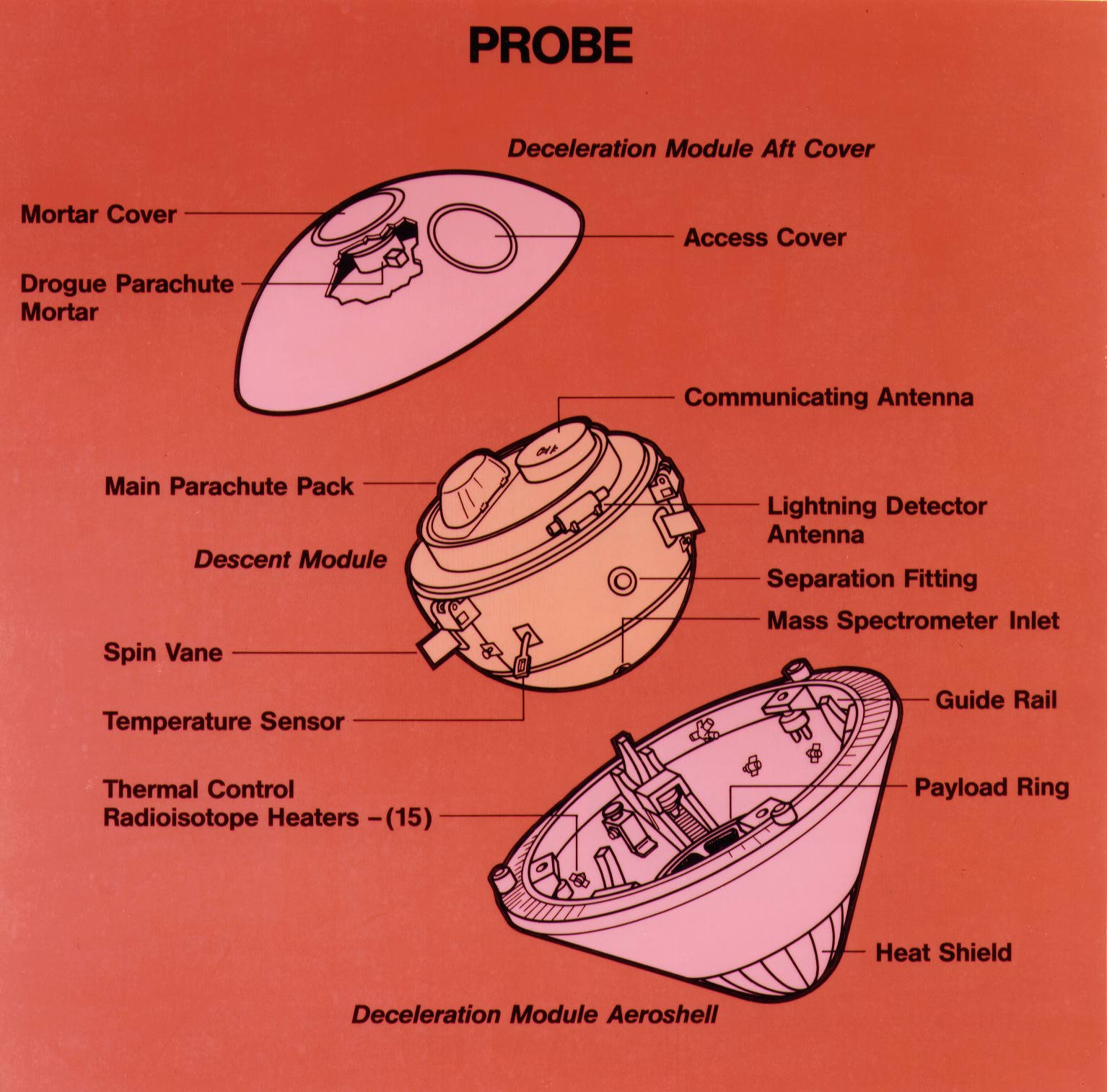
Schemat konstrukcji próbnika atmosferycznego Galileo

Próbnik atmosferyczny sondy Galileo składał się z dwóch głównych elementów – modułu hamowania (Deceleration Module) i modułu opadania (Descent Module).
W skład modułu hamowania wchodziła przednia stożkowa osłona aerodynamiczna i pokrywa tylna. Ich zadaniem było zapewnienie próbnikowi ochrony przed wysokimi temperaturami powstałymi podczas wtargnięcia próbnika w atmosferę Jowisza. Osłona przednia o średnicy 1,26 m zbudowana była z laminatu węglowo-fenolowego i miała masę 152 kg. Grubość osłony wahała się od 52 mm do 147 mm. Szacuje się, że podczas gwałtownego hamowania w atmosferze ablacji uległo ok. 82 kg materiału osłony. Półkolista pokrywa tylna zbudowana była z laminatu nylonowo-fenolowego o grubości 10–11 mm. W pokrywie tej umieszczony był wykonany z dakronu spadochron wyciągający o średnicy 0,74 m i wyrzucający go ładunek pirotechniczny.
Wewnątrz osłon modułu hamowania znajdował się kulisty zbiornik modułu opadania, o średnicy 0,66 m i masie 118 kg, zawierający instrumenty naukowe i systemy niezbędne do ich funkcjonowania. Zbiornik nie był hermetycznie szczelny i gazy z otaczającej atmosfery planety przedostawały się do jego wnętrza. Wymagające hermetyczności instrumenty miały indywidualne osłony. Opadanie sondy w atmosferze spowalniał spadochron główny o średnicy 2,5 m, o czaszy wykonanej z dakronu i linkach z kevlaru. Systemy elektryczne i elektroniczne były redundantne. Źródło energii elektrycznej stanowiły trzy moduły baterii litowo-siarkowych (LiSO2) o pojemności ok. 21 Ah. Ładunki pirotechniczne zasilane były przez dedykowane im baterie cieplne. Command and Data Handling Subsystem (C&DH) składał się z procesora, jednostki kontrolującej ładunki pirotechniczne i przełączników opartych na akcelerometrach. Podczas opadania w atmosferze Jowisza została wykonana sekwencja komend sterujących zapisanych w nieulotnej pamięci ROM. Dane z próbnika przesyłane były na pokład orbitera przez dwa nadajniki w paśmie L pracujące na częstotliwościach 1387,0 i 1387,1 MHz, o przeciwstawnych polaryzacjach kołowych. Każdy z nadajników miał moc 24 W i przesyłał dane z szybkością 128 bitów na sekundę.
Misją próbnika atmosferycznego kierował ośrodek NASA Ames Research Center. Próbnik został skonstruowany w zakładach koncernu Hughes Aircraft Company we współpracy z General Electric.

#### Instrumenty naukowe
| Eksperyment | Konstrukcja instrumentu - Wykonawca - Kierownik (Principal Investigator) | Zadania |
| --- | --- | --- |
| Neutral Mass Spectrometer (NMS) – neutralny spektrometr mas | Kwadrupolowy spektrometr mas; pomiary jonów w zakresie masy 1 - 52, 84 i 131 u oraz pomiary pełnym zakresie 1 - 150 u. Masa: 13,2 kg. - NASA Goddard Space Flight Center w Greenbelt, Maryland - Hasso B. Niemann z NASA Goddard Space Flight Center | Analiza składu chemicznego i izotopowego atmosfery Jowisza. |
| Helium Abundance Detector (HAD) – detektor obfitości helu | Dwuwiązkowy interferometr Jamina-Mascarta ze źródłem LED podczerwieni o długości fali 900 nm. Masa: 1,4 kg. - Universität Bonn - Ulf Von Zahn z Universität Bonn | Określenie stosunku obfitości helu do wodoru w zakresie wartości ciśnienia 3 - 8 barów. |
| Atmospheric Structure Instrument (ASI) – analizator struktury atmosfery                                                                                                   | Zestaw czujników temperatury, ciśnienia i akcelerometrów. Masa: 0,54 kg. - San Jose State University Foundation w San José, Kalifornia - Alvin Seiff z NASA Ames Research Center w Moffett Field, Kalifornia | Pomiary temperatury, ciśnienia, gęstości i masy molekularnej atmosfery począwszy od poziomu ok. 10-10 bara. |
| Nephelometer (NEP) – nefelometr | Nefelometr z laserem LED w podczerwieni o długości fali 900 nm i lustrami zbierającymi rozproszone pod 5 kątami światło. Masa: 4,4 kg. - San Jose State University Foundation - Boris Ragent z NASA Ames Research Center | Określenie struktury wertykalnej i własności mikrofizycznych (rozmiar cząsteczek, ich gęstość i struktura fizyczna) chmur i mgieł w atmosferze Jowisza w zakresie wartości ciśnienia 0,1 - > 10 barów.                                                           |
| Lightning and Radio Emission Detector (LRD) – detektor wyładowań atmosferycznych i emisji radiowej Energetic Particle Investigation (EPI) – detektor cząstek naładowanych | Instrument kombinowany o wspólnej elektronice: LRD – Antena z rdzeniem ferrytowym, przedwzmacniaczem i detektorem częstotliwości radiowych. Dwie fotodiody. EPI – Dwa detektory krzemowe z mosiężnym absorbentem, wewnątrz osłony wolframowej. Masa: 2,5 kg. - Bell Laboratories i Max Planck Institute für Aeronomie (LRD); Universität Kiel w Kilonii (EPI) - Louis J. Lanzerotti z AT&T Bell Laboratories (LRD); Harald M. Fischer z Universität Kiel (EPI) | LRD – Obserwacja wyładowań atmosferycznych. Pomiar widma szumów o częstotliwości radiowej w magnetosferze. EPI – Pomiar cząstek energetycznych (elektronów, protonów, cząstek alfa i ciężkich jonów o Z > 2) w wewnętrznej magnetosferze (< 5 promieni Jowisza). |
| Net Flux Radiometer (NFR) – radiometr | Radiometr wielokanałowy z 6 detektorami piroelektrycznymi i 5 filtrami w świetle widzialnym i podczerwieni (w pasmach 0,3 - 3,0, 0,3 - 2000, 20 - 30, 30 - 40 i 40 - 60 μm) Masa: 3,134 kg. - Martin Marietta i University of Wisconsin-Madison w Madison, Wisconsin - Lawrence A. Sromovsky z University of Wisconsin-Madison | Pomiary wertykalnego profilu strumienia energii słonecznej i energii pochodzącej z wnętrza planety. Określenie położenia warstw chmur. |
| Radio-Science Experiment - eksperyment radiowy | Nadajniki radiowe, antena i ultrastabilny oscylator na pokładzie próbnika; odbiorniki radiowe na pokładzie orbitera. - David Atkinson z University of Idaho w Moscow, Idaho | Pomiary dopplerowskie prędkości wiatru i pomiary absorpcji atmosferycznej. |

## Przebieg misji

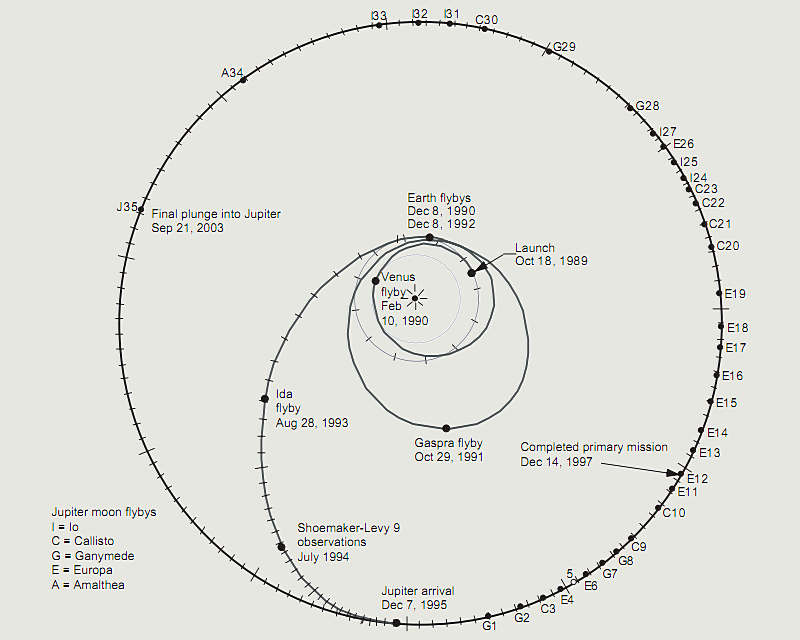
Trajektoria misji sondy Galileo

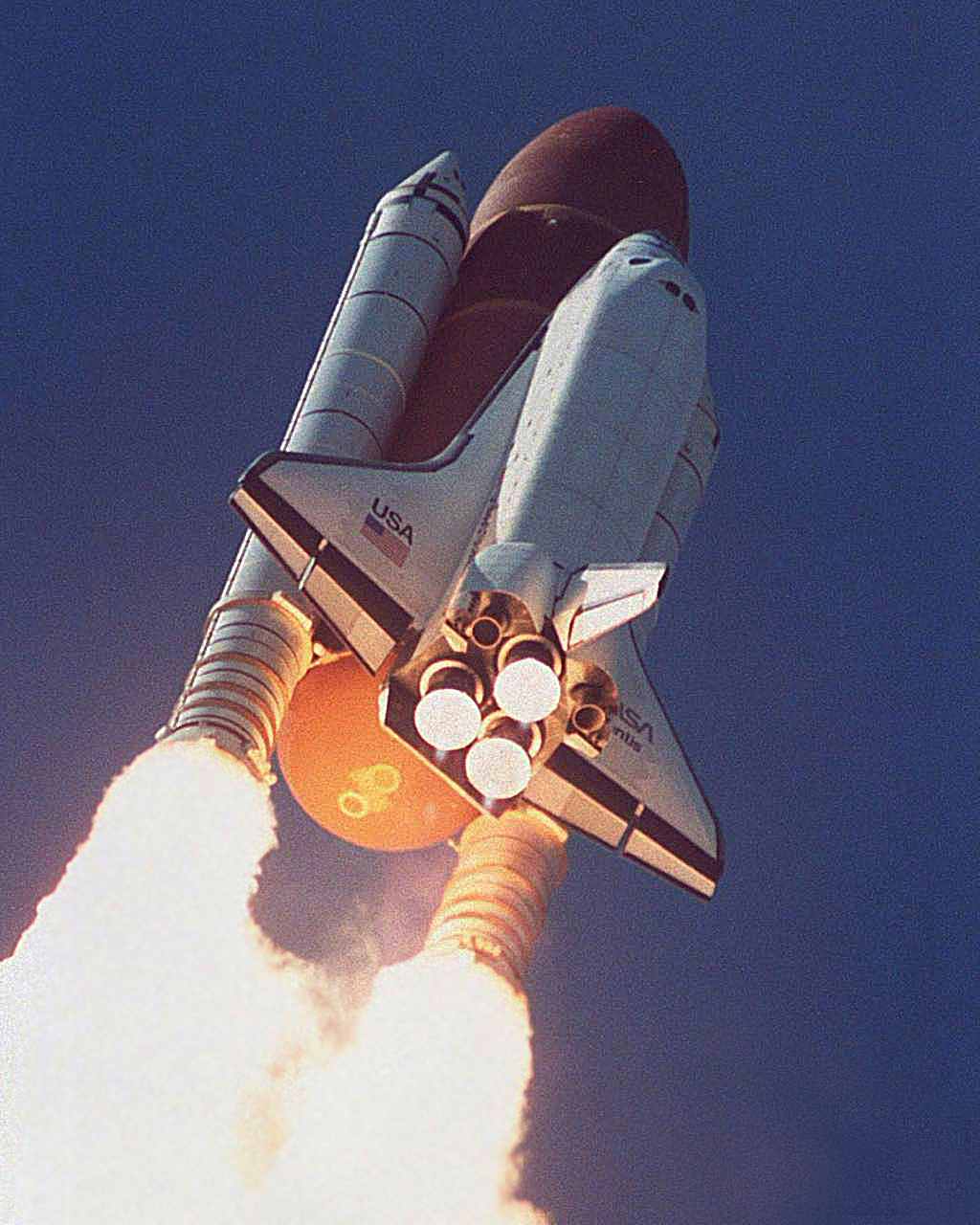
Start wahadłowca Atlantis z sondą Galileo

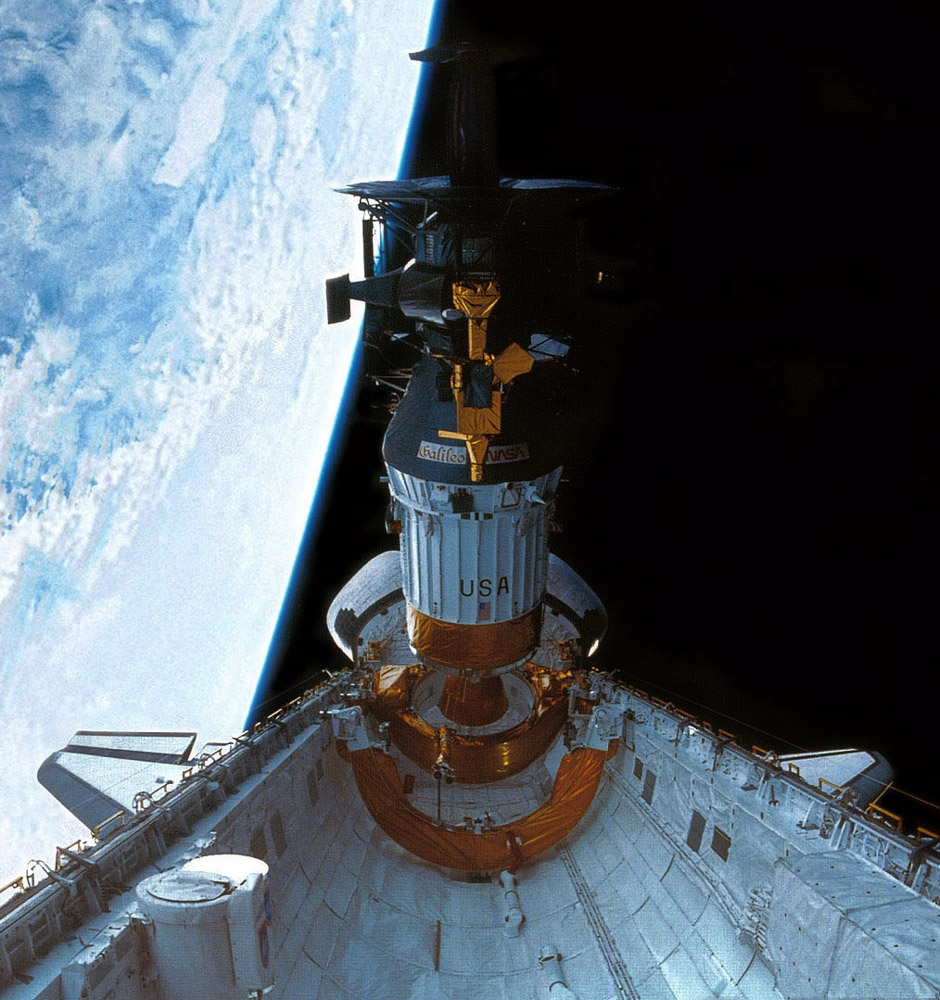
Sonda Galileo połączona z członem IUS podczas uwalniania z ładowni wahadłowca Atlantis

### Przygotowania do misji
Początki projektu Galileo sięgają połowy lat siedemdziesiątych XX wieku, kiedy po przelotach sond Pioneer 10 i Pioneer 11 koło Jowisza zaczęto planować budowę sondy mającej dokładniej zbadać tę planetę i jej otoczenie. Latem 1977 roku amerykański Kongres zatwierdził misję składającą się z próbnika atmosferycznego i orbitera Jowisza, nazwaną Jupiter Orbiter Probe, i przyznał pieniądze na jej realizację. Na początku 1978 roku sonda otrzymała nazwę Galileo.
Początkowe plany misji przewidywały, że Galileo wyruszy w swą podróż w styczniu 1982 roku, jako pierwsza sonda międzyplanetarna wyniesiona w kosmos na pokładzie wahadłowca. Dodatkowy trójstopniowy człon rakietowy na paliwo stałe miał skierować sondę z orbity wokółziemskiej na drogę do Jowisza. Plan lotu przewidywał asystę grawitacyjną ze strony Marsa i dotarcie do Jowisza w 1985 roku. Opóźnienia w realizacji programu lotów wahadłowców oraz problemy techniczne w konstrukcji silnika dodatkowego spowodowały kolejne przełożenia daty początku misji. Po odrzuceniu pierwotnego projektu silnika dodatkowego zdecydowano się na jednostopniowy człon Centaur G-prime napędzany ciekłym wodorem i ciekłym tlenem. Data startu została wyznaczona na maj 1986 roku. Galileo miał być wyniesiony przez wahadłowiec Atlantis podczas misji STS-61-G. Plan misji przewidywał dokonanie przelotu sondy koło planetoidy (29) Amphitrite w grudniu 1986 roku i dotarcie do Jowisza w grudniu 1988 roku.
W grudniu 1985 roku Galileo został przewieziony do Kennedy Space Center, gdzie rozpoczęto końcowe przygotowania do misji. Katastrofa wahadłowca Challenger w dniu 28 stycznia 1986 roku spowodowała wstrzymanie dalszych lotów wahadłowców na ponad dwa lata. Ponadto stopień rakietowy na ciekły wodór i tlen został uznany za zbyt niebezpieczny, aby transportować go w ładowni wahadłowca. Galileo mógł być jedynie napędzany przez dwustopniowy człon rakietowy na paliwo stałe, który nie miał dość energii, aby umożliwić bezpośredni lot do Jowisza. Z tego powodu zaprojektowana została nowa trajektoria lotu sondy nazwana VEEGA (Venus Earth Earth Gravity Assist), która umożliwiała trzykrotne wykorzystanie manewrów asysty grawitacyjnej mijanych planet dla dotarcia do Jowisza.

### W drodze do Jowisza

#### Wenus i Ziemia
Start sondy Galileo, umieszczonej w ładowni wahadłowca Atlantis podczas misji STS-34, nastąpił 18 października 1989 r., o godz. 16:53:40 UTC. Po wejściu na niską orbitę wokółziemską i przeprowadzeniu testów ładunku, o godz. 23:15 UTC, pięcioosobowa załoga wahadłowca uwolniła z ładowni sondę połączoną z dwustopniowym członem Inertial Upper Stage (IUS-19). Godzinę później, gdy wahadłowiec oddalił się na bezpieczną odległość 80 km, nastąpił zapłon pierwszego stopnia, a w dwie minuty po jego odrzuceniu, drugiego stopnia IUS. Oddzielenie sondy od IUS nastąpiło 19 października o 01:06:53 UTC. Galileo został wprowadzony na prowadzącą ku Wenus orbitę heliocentryczną o peryhelium 0,670 AU, aphelium 1,001 AU, mimośrodzie 0,200 i nachyleniu względem ekliptyki 4,30°.
Największe zbliżenie do Wenus, na odległość 16 123 km od powierzchni planety, nastąpiło 10 lutego 1990 r. o 05:58:48 UTC. Podczas przelotu instrumenty sondy wykonały szereg obserwacji. Szczególnie cenne okazały się zdjęcia wykonane w podczerwieni, pozwalające zajrzeć głęboko w atmosferę Wenus. Ukazały one obraz struktury i dynamiki dolnej warstwy chmur na tej planecie. Wyniki pomiarów zostały zapisane na taśmie magnetycznej pokładowego rejestratora i przekazane później, podczas pierwszego przelotu koło Ziemi. Wykonany podczas przelotu obok Wenus manewr asysty grawitacyjnej, zwiększył prędkość sondy o 2,23 km s-1. W wyniku tego Galileo znalazł się na orbicie o peryhelium 0,702 AU, aphelium 1,275 AU, mimośrodzie 0,290 i nachyleniu 3,40°.
Pierwszy przelot koło Ziemi nastąpił 8 grudnia 1990 r. o 20:34:35 UTC, w odległości 960 km od jej powierzchni. Galileo pozwolił naukowcom po raz pierwszy spojrzeć na Ziemię z perspektywy sondy międzyplanetarnej. Wykonane zdjęcia utworzyły film pokazujący obracającą się wokół swej osi Ziemię. Sonda zbadała również otoczenie ziemskiej magnetosfery i dostarczyła obrazów niewidocznej z Ziemi strony Księżyca. W wyniku przelotu prędkość sondy zwiększyła się o 5,2 km s-1, a zmieniona orbita sięgnęła pasa planetoid, przyjmując wartości: peryhelium 0,905 AU, aphelium 2,270 AU, mimośród 0,430 i nachylenie 4,5°.

#### Awaria anteny głównej

Prawdopodobne ustawienie żeber anteny HGA po awarii

11 kwietnia 1991 roku, po pierwszym przelocie Galileo koło Ziemi, z centrum kontroli lotu wysłano komendę nakazującą rozwinięcie anteny głównej HGA. Po 56 s od uruchomienia zablokowały się jednak silniki otwierające parasol anteny. Wykonane później analizy wykazały, że kilka, prawdopodobnie 3 spośród 18 prętów stanowiących szkielet, na którym rozpięta była antena, zakleszczyły się, uniemożliwiając jej pełne rozłożenie. Prawdopodobną przyczyną awarii były ubytki smaru z mechanizmu otwierającego podczas kilkakrotnego przewożenia sondy ciężarówką z Kalifornii, gdzie była budowana, na przylądek Canaveral i z powrotem.
Przez następne 2 lata wielokrotnie bezskutecznie ponawiano próby otworzenia uszkodzonej anteny. Cyklicznie zmieniano orientację sondy w stosunku do Słońca w taki sposób, aby maszt anteny na przemian ogrzewał się i ochładzał, co prowadziło do jego rozszerzania się i kurczenia. Tysiące razy impulsowo uruchamiano silniki otwierające antenę, co zwiększało ich efektywną siłę. Jednocześnie zwiększano przy tym tempo wirowania sondy z 3 do 10 obrotów na minutę. Ostatnią próbę rozłożenia HGA podjęto w marcu 1996 roku, już po wejściu Galileo na orbitę wokół Jowisza.
Z powodu awarii HGA cała łączność z sondą prowadzona była za pośrednictwem anteny o niskim zysku LGA 1. Dla zwiększenia możliwej do osiągnięcia szybkości transmisji zmodyfikowano odbiorniki naziemnych anten Deep Space Network i łączono je z sobą w sieć odbiorczą. Stworzono też nowe oprogramowanie dla komputerów pokładowych sondy, które pozwoliło na wykonywanie kompresji danych na jej pokładzie, przed wysłaniem na Ziemię oraz zastosowano kody korekcyjne o zwiększonym zysku kodowania. Komputery Galileo zostały w pełni przeprogramowane w maju 1996 roku.
W 1995 roku szacowano, że wprowadzone zmiany umożliwią wykonanie około 70% obserwacji naukowych zaplanowanych podczas dwuletniej misji głównej na orbicie Jowisza. Największe ograniczenia dotyczyły rezygnacji z obserwacji globalnej dynamiki atmosfery planety, zmniejszenia ilości pomiarów magnetosfery oraz ilości przekazanych w tym czasie zdjęć do około 1500, zamiast planowanych 50 tysięcy.

#### Planetoidy, drugi przelot koło Ziemi i kometa Shoemaker-Levy 9

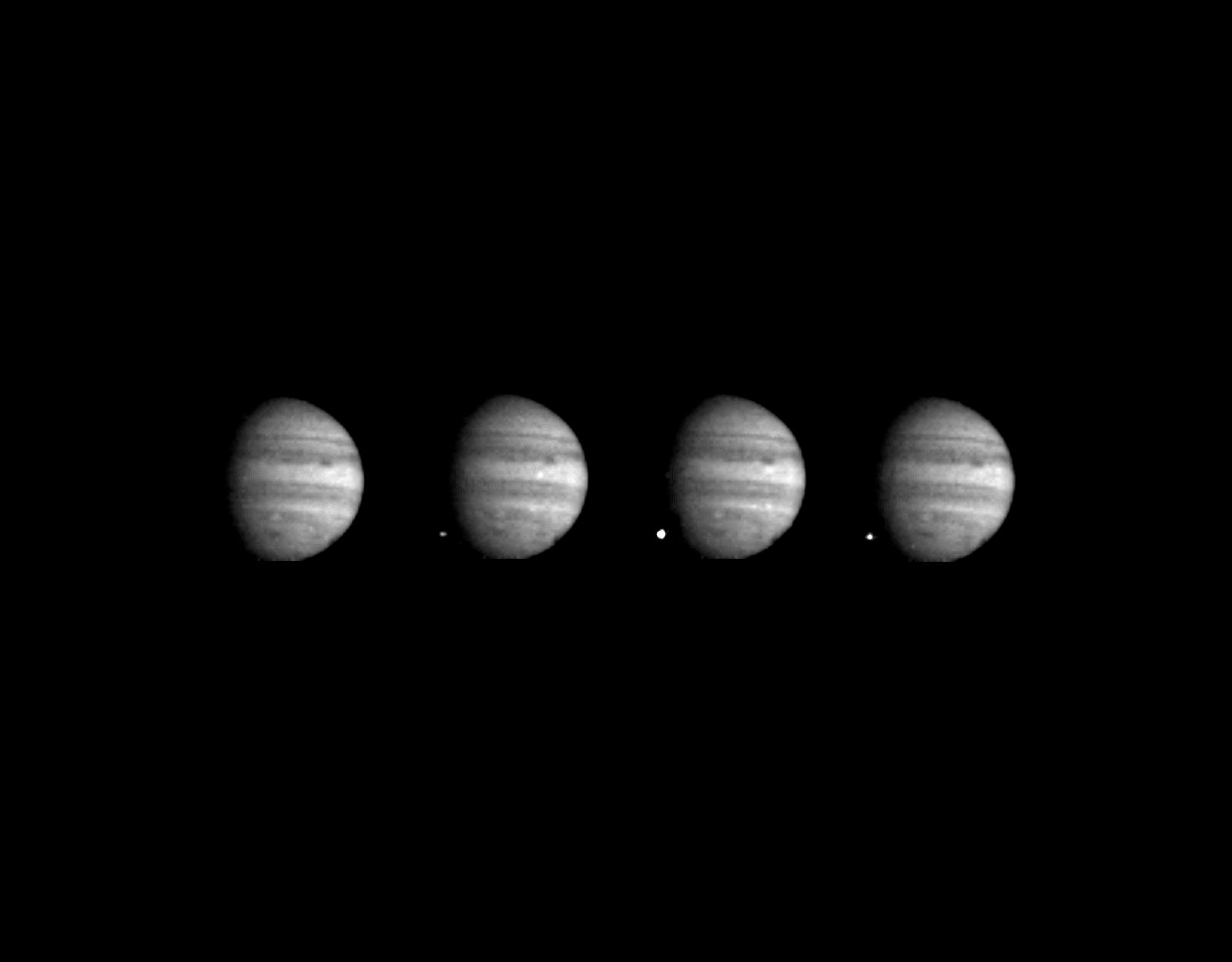
Wykonana przez sondę Galileo sekwencja zdjęć uderzenia fragmentu W komety Shoemaker-Levy 9 w dniu 22 lipca 1994 r.

Po pierwszym przelocie koło Ziemi sonda dotarła do pasa planetoid. Wykorzystano to do zaplanowania bliskiego przelotu koło jednego z tych ciał niebieskich. 29 października 1991 r. o 22:36:46 UTC Galileo zbliżył się, z prędkością względną 8,0 km s-1, na minimalną odległość 1601 km do planetoidy (951) Gaspra. Był to pierwszy w historii przelot sondy kosmicznej koło planetoidy. Z powodu awarii anteny głównej wyniki obserwacji zostały zapisane na taśmie magnetycznej pokładowego rejestratora i w większości przekazane dopiero przy kolejnym zbliżeniu do Ziemi.
8 grudnia 1992 r. sonda powróciła w sąsiedztwo Ziemi, przelatując o godz. 15:09:25 UTC w odległości 303,1 km nad południowym Atlantykiem. Podczas przelotu wykonano obserwacje składającej się z wodoru geokorony oraz zdjęcia słabo dotychczas poznanych obszarów wokół północnego bieguna Księżyca. W wyniku przelotu prędkość sondy zwiększyła się o 3,7 km s-1. Galileo znalazł się wówczas na zmienionej, sięgającej do Jowisza orbicie, o peryhelium 0,970 AU, aphelium 5,290 AU, mimośrodzie 0,690 i nachyleniu 1,5° względem ekliptyki.
Podczas drugiego przelotu przez pas planetoid, 28 sierpnia 1993 r. o 16:52:04 UTC, Galileo minął w minimalnej odległości 2392 km planetoidę (243) Ida. Prędkość względna przelotu wynosiła 12,4 km s-1. Niewielka, możliwa do osiągnięcia, szybkość transmisji spowodowała, że zebrane wówczas dane obserwacyjne były przekazywane aż do czerwca następnego roku. W lutym 1994 r. na przesyłanych zdjęciach dostrzeżono towarzyszący planetoidzie księżyc, który otrzymał nazwę Daktyl.
Po odkryciu przez astronomów w marcu 1993 r. komety Shoemaker-Levy 9 i obliczeniu jej orbity, okazało się, że w lipcu 1994 r. zderzy się ona z Jowiszem, po niewidocznej z Ziemi stronie planety. Galileo był jedynym narzędziem astronomicznym, którego pozycja umożliwiała wykonanie bezpośrednich obserwacji miejsc uderzenia. Było to trudne w sytuacji braku głównej anteny i niemożności przewidzenia z dużą dokładnością momentów zderzeń. Fragmenty komety uderzały w powierzchnię Jowisza w dniach 16–22 lipca 1994 r. Sonda znajdowała się wtedy w odległości 1,60 AU od planety (238 mln km podczas zderzenia ostatniego fragmentu komety). Kamera SSI zarejestrowała obrazy w świetle widzialnym uderzeń trzech fragmentów komety, oznaczonych literami K, N i W, natomiast spektrometry podczerwieni i nadfioletu oraz fotopolarymetr wykonały obserwacje uderzeń kilku innych fragmentów (w tym fragmentów G, H, L, Q1 i R).
W sierpniu 1995 r., kiedy do Jowisza pozostawało jeszcze 63 mln km, sonda weszła w najsilniejszą z dotychczas zaobserwowanych międzyplanetarną burzę pyłową, trwającą około miesiąca. Codziennie w detektor pyłu uderzało do 20 tysięcy cząstek pędzących z prędkościami 40–200 km s-1, podczas gdy poza tym okresem rejestrowano średnio jedną cząstkę na trzy dni. Trajektorie cząstek pyłowych wskazywały, że pochodziły one z układu Jowisza, najprawdopodobniej z księżyca Io.
11 października 1995 r. doszło do zagrażającej powodzeniu misji awarii pokładowego rejestratora. Po zapisaniu zdjęcia planety, magnetofon nie zatrzymał się z chwilą przewinięcia taśmy. Okazało się jednak, że taśma nie pękła i urządzenie mogło wznowić pracę. Ze względów bezpieczeństwa inżynierowie zdecydowali się czasowo ograniczyć użycie rejestratora, co zmusiło do rezygnacji z przeprowadzenia części planowanych obserwacji w trakcie przybycia do Jowisza.

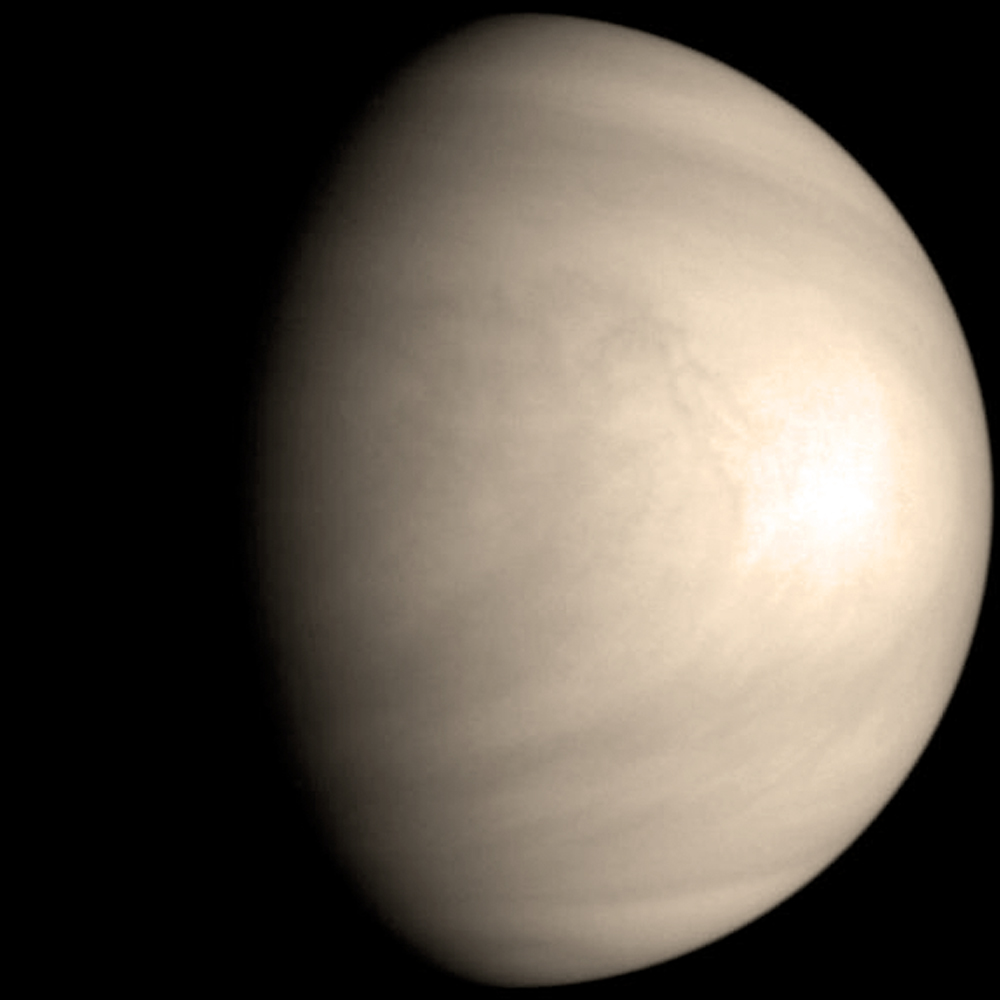
Zdjęcie Wenus wykonane przez filtr fioletowy kamery SSI
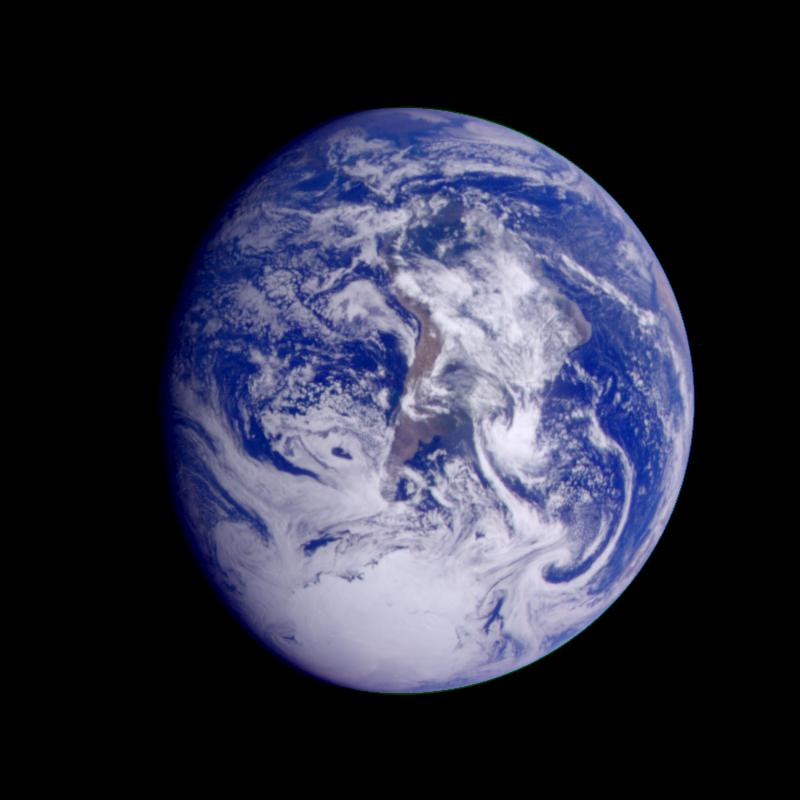
Ziemia - pierwszy kadr z filmu ukazującego rotację planety
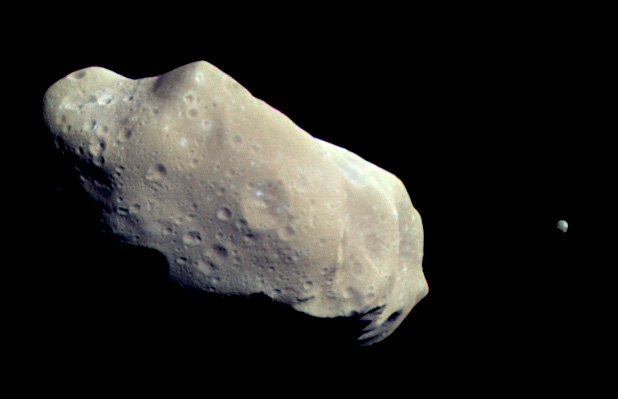
Planetoida Ida i jej księżyc Daktyl

### Misja próbnika atmosferycznego

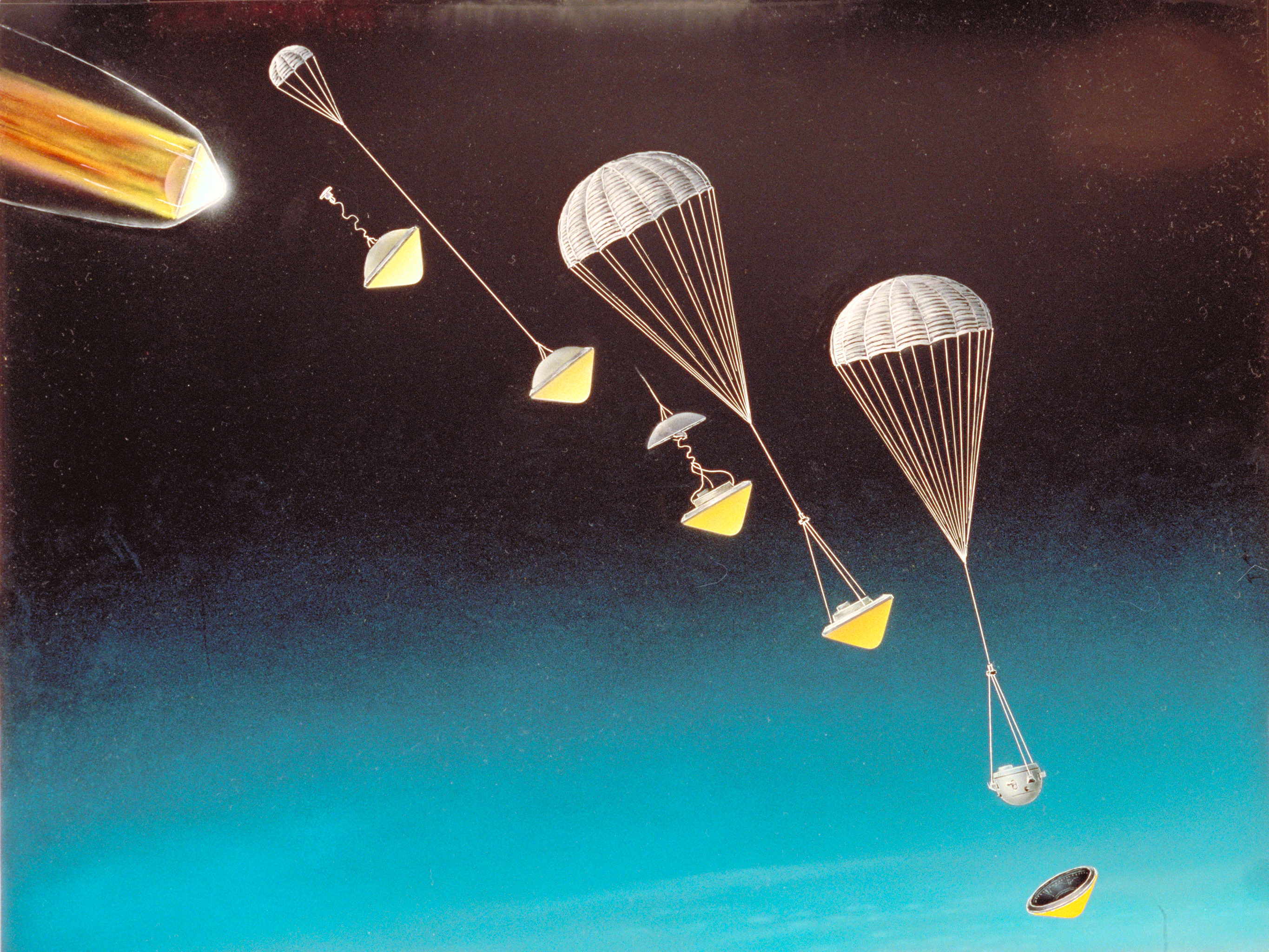
Sekwencja rozwinięcia spadochronów i odrzucenia osłony termicznej próbnika atmosferycznego

Od momentu startu sondy jej próbnik atmosferyczny pozostawał nieaktywny, przyłączony do części stacjonarnej orbitera. W marcu 1995 roku wykonano testy inżynieryjne stanu próbnika. 12 kwietnia dokonano niewielkiej (Δv = 8 cm s-1) korekty trajektorii lotu, która zapewniła, że próbnik znajdzie się w wyznaczonym korytarzu wlotowym w atmosferę planety. 5 lipca próbnik został aktywowany i 7 lipca przełączony na zasilanie wewnętrzne. Nastawiony został zegar pokładowy i 11 lipca przecięto kabel łączący próbnik z orbiterem. Następnie sonda obróciła się, żeby ustawić próbnik w prawidłowym położeniu do wejścia w atmosferę. 12 lipca zwiększono prędkość wirowania sondy do 10,5 obrotów na minutę, dla stabilizowania ustawienia próbnika w przestrzeni. 13 lipca o 05:29:59 UTC próbnik został odłączony poprzez zdetonowanie trzech sworzni pirotechnicznych i odepchnięty przez sprężyny od reszty sondy z prędkością 0,3 m s-1. 27 lipca orbiter wykonał, przy użyciu silnika głównego, manewr zejścia z kursu kolizyjnego z planetą (Orbiter Deflection Maneuver; Δv = 61,5 m s-1).
Podczas kilkomiesięcznego lotu w kierunku Jowisza jedynym czynnym elementem na pokładzie próbnika atmosferycznego był zegar pokładowy. Aktywował on funkcjonowanie próbnika na 6 godzin przed wejściem w atmosferę. 7 grudnia 1995 roku, tuż przed wkroczeniem w atmosferę Jowisza, próbnik osiągnął najwyższą prędkość z jaką poruszał się pojazd stworzony przez człowieka w historii. O godz. 22:04:44 UTC próbnik przekroczył wysokość 450 km powyżej poziomu atmosfery o ciśnieniu 1 bara, co przyjęto jako moment wejścia w atmosferę Jowisza. Wtargnięcie w atmosferę nastąpiło z prędkością 47,6 km s-1, pod kątem - 8,4° w stosunku do lokalnego horyzontu, w punkcie o współrzędnych 6,53° N, 4,94° W. Obszar ten zajęty był przez pięciomikronową gorącą plamę - rejon, w którym promieniowanie podczerwone jest wypromieniowywane z niższych, bardziej gorących poziomów.
Po blisko trzech minutach gwałtownego hamowania, zestaw akcelerometrów na pokładzie próbnika zainicjował sekwencję rozwinięcia spadochronów i odrzucenia osłony termicznej. Ładunek pirotechniczny wyrzucił z pokrywy tylnej spadochron wyciągający, następnie odrzucono pokrywę tylną, która odpadając wyciągnęła spadochron główny. Po jego pełnym rozłożeniu została odrzucona osłona przednia. Człon z aparaturą badawczą, podwieszony pod spadochronem głównym, kontynuował opadanie, przekazując zebrane dane do orbitera, który przelatywał nad planetą w odległości 215 tysięcy km. Łączność ustała na poziomie o ciśnieniu 22 barów, na skutek przegrzania się nadajników radiowych. Nieczynny już próbnik kontynuował swoje opadanie, aż pod wpływem wzrastającej temperatury i ciśnienia uległ stopieniu i wyparował.
Poniższa tabela przedstawia sekwencję przebiegu misji próbnika.
| Data Czas przed i po wejściu w atmosferę (E) | Zdarzenie | Odległość od Jowisza Wysokość [km] | Prędkość w stosunku do Jowisza [km/h] | Ciśnienie atmosferyczne [bar] | Temperatura [°C]               |
| -------------------------------------------- | --- | ---------------------------------- | ------------------------------------- | ----------------------------- | ------------------------------ |
| 13 lipca 1995; 05:30 UTC E - 147 d           | Odłączenie próbnika. | 81 520 000                         | 20 448                                | —                             | —                              |
| 7 grudnia 1995: E - 6 h                      | Zegar pokładowy inicjuje funkcjonowanie próbnika. Aktywacja baterii.                                                                                           | 600 000                            | 76 700                                | —                             | —                              |
| E - 3 h                                      | Początek pomiarów wewnętrznych pasów radiacyjnych Jowisza. | 360 000                            | 97 200                                | —                             | —                              |
| E + 0                                        | Wejście próbnika w atmosferę. Początek gwałtownego hamowania i nagrzewania otaczających gazów. Początek działania instrumentu pomiarowego struktury atmosfery. | 450                                | 171 000                               | 10-7                          | 352                            |
| E + 35 s                                     | Początek okresu maksymalnej generacji ciepła i ablacji. Początek pomiarów przez czujniki utraty masy osłony termicznej.                                        | 220                                | —                                     | 10-4                          | -100 (przy próbniku 14 000 °C) |
| E + 55                                       | Maksymalne siły aerodynamiczne i maksymalne przeciążenia do 250 g.                                                                                             | —                                  | —                                     | 0,006                         | -120                           |
| E + 80                                       | Koniec głównego impulsu termicznego i ablacji osłony. | —                                  | —                                     | —                             | —                              |
| E + 172 s                                    | Otwarcie spadochronu pilotującego. | 23                                 | —                                     | 0,4                           | -145                           |
| E + 173 s                                    | Odłączenie tylnej pokrywy i wyciągnięcie spadochronu głównego.                                                                                                 | 23                                 | —                                     | 0,4                           | -145                           |
| E + 3,0 min                                  | Wyhamowanie próbnika przez spadochron główny. Odrzucenie przedniej osłony termicznej.                                                                          | 21                                 | 650                                   | 0,45                          | -145                           |
| E + 3,8 min                                  | Orbiter zaczyna odbierać sygnały radiowe próbnika. | 16                                 | —                                     | 0,56                          | -135                           |
| E + 6,4 min                                  | Osiągnięcie wysokości odniesienia o ciśnieniu 1 bara. | 0                                  | —                                     | 1                             | -107                           |
| —                                            | — | -20                                | —                                     | 2                             | -66                            |
| —                                            | — | -96                                | —                                     | 12                            | 84                             |
| E + 61,4 min                                 | Utrata łączności z próbnikiem. | -146                               | —                                     | 22                            | 153                            |

Podczas misji próbnika w atmosferze Jowisza wystąpiły dwie anomalie techniczne.
Nieprawidłowe połączenie akcelerometrów spowodowało, że sekwencja rozwinięcia spadochronów rozpoczęła się z opóźnieniem 53 sekund. W wyniku tego utracono dane pomiarowe, która miały być zebrane z górnej atmosfery (poziom 0,1 do 0,3 bara), w tym z przewidywanej warstwy chmur amoniakalnych.
Temperatura wewnątrz próbnika wzrastała dużo szybciej niż przewidywano i ulegała gwałtownym wahaniom, prawdopodobnie z powodu rozdarcia fragmentu izolacji termicznej. Spowodowało to przegrzewanie się instrumentów i nadajników radiowych. Ponieważ instrumenty naukowe pracowały w innych temperaturach niż planowano, utrudniło to interpretację zebranych danych i zmusiło zespoły naukowców do przeprowadzenia ponownej kalibracji na instrumentach zapasowych.

### Misja orbitalna

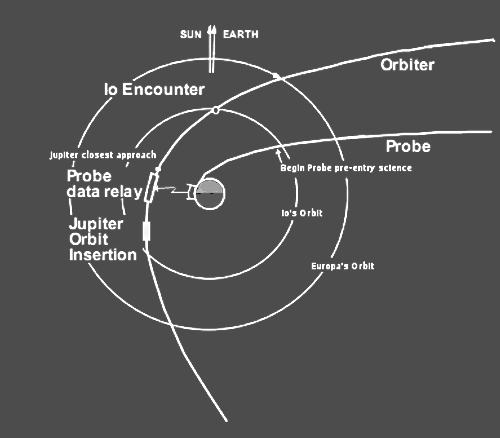
Trajektoria orbitera i próbnika atmosferycznego podczas dotarcia do Jowisza, 7 - 8 grudnia 1995 r.

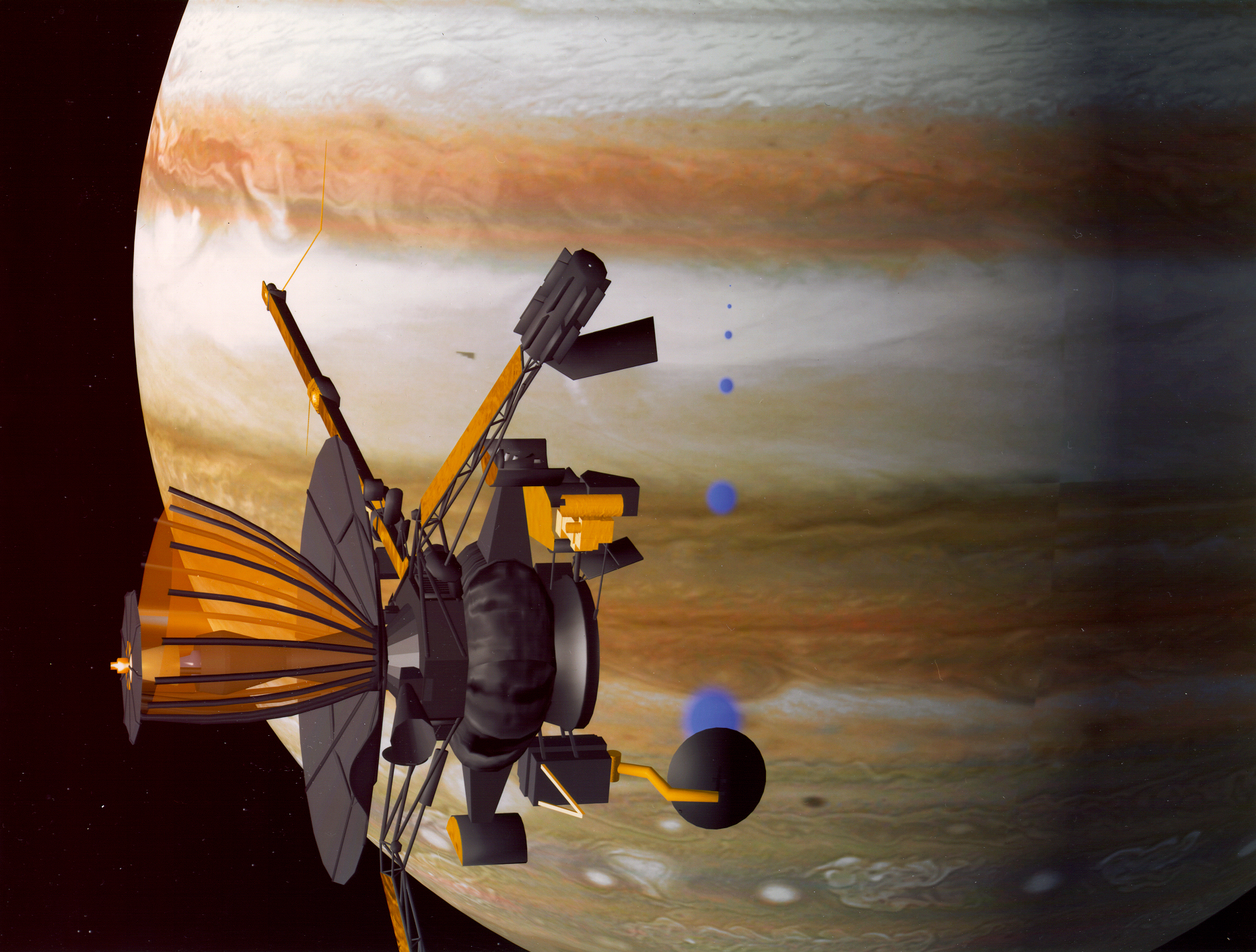
Orbiter Galileo odbierający transmisję z próbnika atmosferycznego

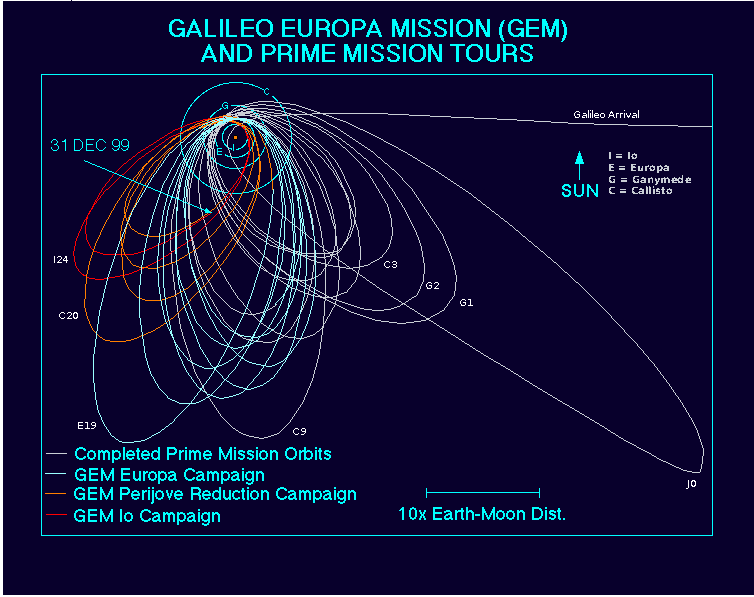
Schemat orbit sondy Galileo podczas głównej misji orbitalnej i misji Galileo Europa

#### Główna misja orbitalna
Między 16 listopada i 26 listopada 1995 r. (w odległości od 15 mln km do 9 mln km od planety) zbliżający się do Jowisza orbiter sondy Galileo kilkakrotnie przekroczył podlegającą gwałtownym fluktuacjom łukową falę uderzeniową magnetosfery. 7 grudnia o 13:09 UTC sonda minęła księżyc Europa w odległości 32 994 km, a następnie o 17:46 UTC przeleciała 897 km nad powierzchnią Io. Trajektoria sondy została tak zaplanowana, by wykorzystać przelot koło Io do wykonania manewru asysty grawitacyjnej, która spowolniła jej prędkość, przed manewrem wejścia na orbitę. Z powodu niedawnej awarii pokładowego magnetofonu, zrezygnowano z wykonania fotografii i innych obserwacji powierzchni Europy i Io, wykonano jedynie pomiary pól i cząsteczek w torusie plazmowym Io.
7 grudnia o 21:53:44 UTC Galileo zbliżył się na najmniejszą odległość do Jowisza, 214 569 km nad powierzchnią chmur. O 22:07 sonda zaczęła nasłuchiwać w oczekiwaniu na odbiór danych z próbnika atmosferycznego. Po zakończeniu odbioru danych z próbnika, 8 grudnia o 00:27:26 UTC, sonda uruchomiła na 49 minut silnik główny, wykonując manewr wejścia na orbitę wokół planety (Jupiter Orbit Insertion; Δv = 645,2 m s-1). Galileo znalazł się na swej pierwszej orbicie wokółjowiszowej o okresie obiegu wynoszącym 198 dni, z apocentrum sięgającym 19 mln km. 14 marca 1996 r. sonda po raz ostatni uruchomiła swój silnik główny, wykonując manewr (Perijove Raise Maneuver; Δv = 377,2 m s-1), który podniósł peryjowium do 715 000 km nad powierzchnią chmur, co zapobiegło ponownym przejściom przez intensywne pasy radiacyjne planety.
Pierwszy, po wejściu na orbitę wokół planety, przelot koło księżyca, nastąpił 27 czerwca 1996 r., gdy Galileo zbliżył się na odległość 835 km od powierzchni Ganimedesa. Ten, i wszystkie następne, bliskie przeloty obok księżyców galileuszowych, zostały wykorzystane do wykonania asyst grawitacyjnych, które tak zmieniały orbitę sondy, by skierować ją ku kolejnemu celowi misji. Do precyzyjnych zmian orbity wykorzystywane były niewielkie manewry z użyciem silników korekcyjnych. Podczas pobytu na typowej orbicie wokół Jowisza, sonda spędzała około tygodnia w pobliżu perycentrum, dokonując intensywnych obserwacji, zapisywanych na taśmie pokładowego rejestratora, a następne 1 - 2 miesiące transmitowała zebrane dane na Ziemię.
Główna misja orbitalna, trwająca 2 lata, do 7 grudnia 1997 r., poświęcona była głównie obserwacjom trzech zewnętrznych księżyców galileuszowych. W tym czasie, podczas jedenastu orbit wokół Jowisza, sonda wykonała cztery bliskie przeloty koło Ganimedesa, trzy koło Kallisto i trzy koło Europy. Przeloty te były około 100 do 1000 razy bliższe niż to miało miejsce podczas misji sond Voyager 1 i 2 w 1979 roku.

#### Misja Galileo Europa
Po zakończeniu głównej części misji orbitera, zdecydowano o jej przedłużeniu o kolejne dwa lata. Misja Galileo Europa (Galileo Europa Mission) trwała od 8 grudnia 1997 r. do 31 grudnia 1999 r. i podzielona została na trzy części. Pierwsze osiem orbit, do 4 maja 1999 r., poświęcono przeprowadzeniu intensywnych obserwacji Europy podczas siedmiu kolejnych bliskich przelotów koło tego księżyca (podczas zbliżenia w trakcie orbity E13, w pobliżu koniunkcji ze Słońcem, nie przeprowadzano obserwacji księżyca). Poszukiwano przy tym oznak obecności oceanu pod lodową powierzchnią Europy.
Podczas kolejnych czterech orbit, od 5 maja do 10 października 1999 r., sonda wykorzystała kolejno po sobie następujące przeloty koło Kallisto, do stopniowego obniżania peryjowium swej orbity z 9,4 Rj (przed C20) do 5,5 Rj (po C23). W tym czasie skoncentrowano się na wykonywaniu szczegółowych obserwacji burz i wiatrów w atmosferze Jowisza oraz mapowaniu rozmieszczenia wody w jej górnych warstwach. Podczas każdej z tych orbit Galileo przelatywał przez torus plazmowy Io badając zawartość w nim siarki, sodu i potasu. Kallisto był natomiast obserwowany w minimalnym stopniu.
Ostatnie dwie orbity, od 11 października do 31 grudnia 1999 r., przeznaczone zostały do wykonania dwóch bliskich przelotów nad powierzchnią Io. Podczas wcześniejszych orbit Galileo nie zbliżał się do tego księżyca, żeby ograniczyć narażenie na intensywne promieniowanie w pasach radiacyjnych. Sonda wykonała obserwacje aktywności wulkanicznej, śladowej atmosfery i poszukiwał oznak pola magnetycznego księżyca.
Podczas przedłużonej misji zaczęły pojawiać się problemy techniczne, polegające na powtarzającym się wchodzeniu sondy w tryb awaryjny (ang. safe mode). Uniemożliwiły one przeprowadzenie obserwacji Europy podczas przelotów w trakcie orbit E16 i E18. Utracono też część z planowanych obserwacji Io podczas orbit I24 i I25. W 1999 r. doszło też do awarii spektrometru ultrafioletu, co uniemożliwiło jego dalsze użytkowanie.

#### Misja Galileo Millennium
W styczniu 2000 r. rozpoczęła się kolejna przedłużona faza misji, nazwana Galileo Millennium (Galileo Millennium Mission), początkowo zaplanowana do marca 2001 r., ale następnie przedłużona do 2003 r. Pod koniec grudnia 2000 r. miał miejsce przelot w pobliżu Jowisza, zmierzającej w kierunku Saturna, sondy Cassini. Wykorzystano to do przeprowadzenia przez obie sondy wspólnych obserwacji, dotyczących głównie interakcji wiatru słonecznego z magnetosferą planety oraz dynamiki jowiszowych strumieni pyłowych. Galileo wykonywał też uzupełniające obserwacje księżyców i atmosfery planety.
Sonda była, szczególnie w pobliżu peryjowium, narażona na intensywne promieniowanie. Łączna dawka pochłoniętego przez sondę w czasie misji promieniowania przekroczyła 650 krad, ponad czterokrotnie wartość, na którą była zaprojektowana. Powodowało to powtarzające się uszkodzenia elementów elektronicznych, w tym w systemie kontroli położenia, pamięci komputerów, poszczególnych instrumentów i pokładowego magnetofonu. Dla uniknięcia skutków tych awarii tworzono poprawki dla oprogramowania sterującego i zmodyfikowane procedury operacyjne. Z powodu przejścia w tryb awaryjny utracono niemal wszystkie zaplanowane dane obserwacyjne z przelotu koło Io podczas orbity I33.
W tej fazie misji aktywność sondy była coraz bardziej ograniczana. Podczas jedynego bliskiego zbliżenia do Amaltei, podczas orbity A34, nie wykonywano już żadnych zdalnych obserwacji jej powierzchni. Na początku 2003 r. przesłano na pokład sondy komendę wyłączenia wszystkich instrumentów naukowych.

#### Zakończenie misji

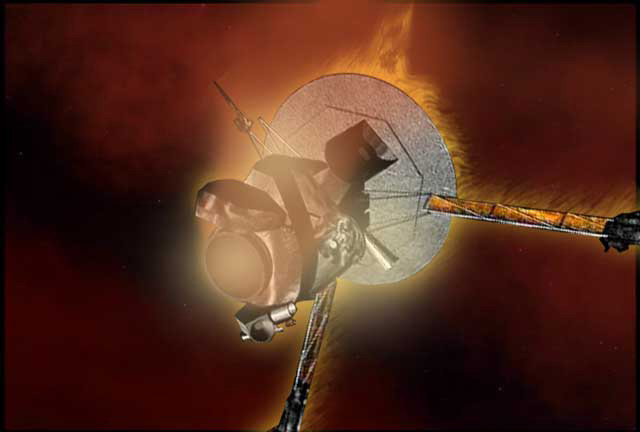
Artystyczna wizja momentu wtargnięcia orbitera Galileo w atmosferę Jowisza

Decyzję o zakończeniu misji podjęto z powodu wyczerpujących się zapasów paliwa dla silników korekcyjnych. Żeby uniknąć ryzyka przypadkowego uderzenia sondy w powierzchnię Europy, co teoretycznie mogłoby grozić skażeniem jej podpowierzchniowego oceanu przez ziemskie bakterie, postanowiono zderzyć Galileo z Jowiszem. Bliski przelot nad powierzchnią Io podczas orbity I33 skierował sondę na wysoce eliptyczną orbitę o apocentrum sięgającym 350 promieni Jowisza, która prowadziła, po wykonaniu kolejnych dwóch orbit, do jej zderzenia z planetą.
Na dziewiętnaście godzin przed uderzeniem, po raz ostatni uruchomiono magnetometr i instrumenty badające plazmę i cząstki naładowane. Przekazywały one w czasie rzeczywistym dane z wewnętrznych obszarów magnetosfery planety. 21 września o 18:50:54 UTC sonda skryła się za widocznym z Ziemi brzegiem tarczy Jowisza i o 18:57 UTC uderzyła z prędkością 48,2 km s-1 w jego atmosferę, w miejscu o współrzędnych 0,2° S, 191,6° W.

#### Dane orbitalne i zbliżenia do księżyców Jowisza
| Numer i nazwa orbity | Moment przejścia przez peryapsis [UTC] | Rozmiar peryapsis [Rj] (Rj = 71 492 km) | Nazwa księżyca | Moment zbliżenia do księżyca [UTC] | Minimalna odległość od powierzchni [km] | Uwagi |
| -------------------- | -------------------------------------- | --------------------------------------- | -------------- | ---------------------------------- | --------------------------------------- | ----- |
| 0                    | 7 grudnia 1995, 21:53:44               | 4,001                                   | Io             | 7 grudnia 1995, 17:45:58           | 897,33 +/- 0,2                          | [ b ] |
| 1 (G1)               | 28 czerwca 1996, 00:31:26              | 11,031                                  | Ganimedes      | 27 czerwca 1996, 06:29:06          | 835,022 +/- 0,11                        |       |
| 2 (G2)               | 7 września 1996, 13:37:54              | 10,654                                  | Ganimedes      | 6 września 1996, 18:59:33          | 261,42 +/- ?                            |       |
| 3 (C3)               | 6 listopada 1996, 13:31:07             | 9,207                                   | Kallisto       | 4 listopada 1996, 13:34:27         | 1135,9 +/- 0,027                        |       |
| 4 (E4)               | 19 grudnia 1996, 03:21:58              | 9,160                                   | Europa         | 19 grudnia 1996, 06:52:57          | 692,1 +/- 0,1                           |       |
| 5 (J5)               | 20 stycznia 1997, 00:26:57             | 9,047                                   | -              | -                                  | bez bliskiego przelotu                  |       |
| 6 (E6)               | 20 lutego 1997, 20:54:15               | 9,119                                   | Europa         | 20 lutego 1997, 17:06:10           | 586,3 +/- 0,074                         |       |
| 7 (G7)               | 4 kwietnia 1997, 11:03:38              | 9,125                                   | Ganimedes      | 5 kwietnia 1997, 07:09:58          | 3101,9 +/- 0,0417                       |       |
| 8 (G8)               | 8 maja 1997, 11:41:46                  | 9,274                                   | Ganimedes      | 7 maja 1997, 15:56:09              | 1603,2 +/- 0,0291                       |       |
| 9 (C9)               | 27 czerwca 1997, 11:52:22              | 10,771                                  | Kallisto       | 25 czerwca 1997, 13:47:49          | 418,1 +/- 0,0027                        |       |
| 10 (C10)             | 18 września 1997, 23:10:00             | 9,170                                   | Kallisto       | 17 września 1997, 00:18:54         | 535,319 +/- 0,0058                      |       |
| 11 (E11)             | 7 listopada 1997, 00:42:01             | 8,972                                   | Europa         | 6 listopada 1997, 20:31:44         | 2043,299 +/- 0,025                      |       |
| 12 (E12)             | 16 grudnia 1997, 06:34:53              | 8,799                                   | Europa         | 16 grudnia 1997, 12:03:19          | 201,0 +/- 0,015                         |       |
| 13 (J13 / E13)       | 10 lutego 1998, 23:09:15               | 8,855                                   | Europa         | 10 lutego 1998, 17:57:32           | 3557,2 +/- 0,052                        | [ c ] |
| 14 (E14)             | 29 marca 1998, 07:59:13                | 8,836                                   | Europa         | 29 marca 1998, 13:21:05            | 1644,1 +/- 0,015                        |       |
| 15 (E15)             | 1 czerwca 1998, 02:34:42               | 8,850                                   | Europa         | 31 maja 1998, 21:12:56             | 2514,5 +/- 0,0134                       |       |
| 16 (E16)             | 21 lipca 1998, 00:17:59                | 8,851                                   | Europa         | 21 lipca 1998, 05:03:44            | 1834,2 +/- 0,0123                       | [ d ] |
| 17 (E17)             | 26 września 1998, 08:26:27             | 8,910                                   | Europa         | 26 września 1998, 03:54:19         | 3582,4 +/- 0,015                        |       |
| 18 (E18)             | 22 listopada 1998, 07:30:52            | 8,943                                   | Europa         | 22 listopada 1998, 11:38:26        | 2270,8 +/- 0,013                        | [ e ] |
| 19 (E19)             | 1 lutego 1999, 05:02:10                | 9,109                                   | Europa         | 1 lutego 1999, 02:19:49            | 1439,4 +/- 0,0139                       |       |
| 20 (C20)             | 3 maja 1999, 17:00:11                  | 9,372                                   | Kallisto       | 5 maja 1999, 13:56:18              | 1321,4 +/- 0,0151                       |       |
| 21 (C21)             | 2 lipca 1999, 05:04:52                 | 7.270                                   | Kallisto       | 30 czerwca 1999, 07:46:49          | 1048,1 +/- 0,011                        |       |
| 22 (C22)             | 12 sierpnia 1999, 10:58:31             | 7,317                                   | Kallisto       | 14 sierpnia 1999, 08:30:51         | 2299,3 +/- 0,015                        |       |
| 23 (C23)             | 14 września 1999, 19:57:37             | 6,546                                   | Kallisto       | 16 września 1999, 17:27:01         | 1052,4 +/- 0,0118                       |       |
| 24 (I24)             | 11 października 1999, 02:02:37         | 5,547                                   | Io             | 11 października 1999, 04:33:02     | 611,3 +/- 0,011                         |       |
| 25 (I25)             | 26 listopada 1999, 02:08:50            | 5,673                                   | Io             | 26 listopada 1999, 04:05:20        | 300,484 +/- 0,412                       |       |
| 26 (E26)             | 4 stycznia 2000, 03:32:51              | 5,781                                   | Europa         | 3 stycznia 2000, 17:59:42          | 351,077 +/- 0,015                       |       |
| 27 (I27)             | 22 lutego 2000, 12:30:27               | 5,854                                   | Io             | 22 lutego 2000, 13:46:41           | 197,959 +/- 0,010                       |       |
| 28 (G28)             | 21 maja 2000, 04:52:19                 | 6,677                                   | Ganimedes      | 20 maja 2000, 10:10:09             | 808,733 +/- 0,048                       |       |
| 29 (G29)             | 29 grudnia 2000, 03:26:31              | 7,489                                   | Ganimedes      | 28 grudnia 2000, 08:25:26          | 2337,47 +/- 0,042                       |       |
| 30 (C30)             | 23 maja 2001, 17:32:51                 | 7,279                                   | Kallisto       | 25 maja 2001, 11:23:57             | 137,90 +/- 0,01                         |       |
| 31 (I31)             | 6 sierpnia 2001, 04:52:11              | 5,929                                   | Io             | 6 sierpnia 2001, 04:59:20          | 193,434 +/- 0,108                       |       |
| 32 (I32)             | 15 października 2001, 23:55:59         | 5,783                                   | Io             | 16 października 2001, 01:23:20     | 184,402 +/- 0,030                       |       |
| 33 (I33)             | 17 stycznia 2002, 16:22:33             | 5,543                                   | Io             | 17 stycznia 2002, 14:08:28         | 101,510 +/- 0,021                       | [ f ] |
| 34 (A34)             | 5 listopada 2002, 07:23:34             | 1,986                                   | Amaltea        | 5 listopada 2002, 06:18:40         | 163,0 +/- 11,7                          | [ g ] |
| 35 (J35)             | -                                      | 0,9                                     | -              | 21 września 2003, 18:57:00         | uderzenie w Jowisza                     |       |

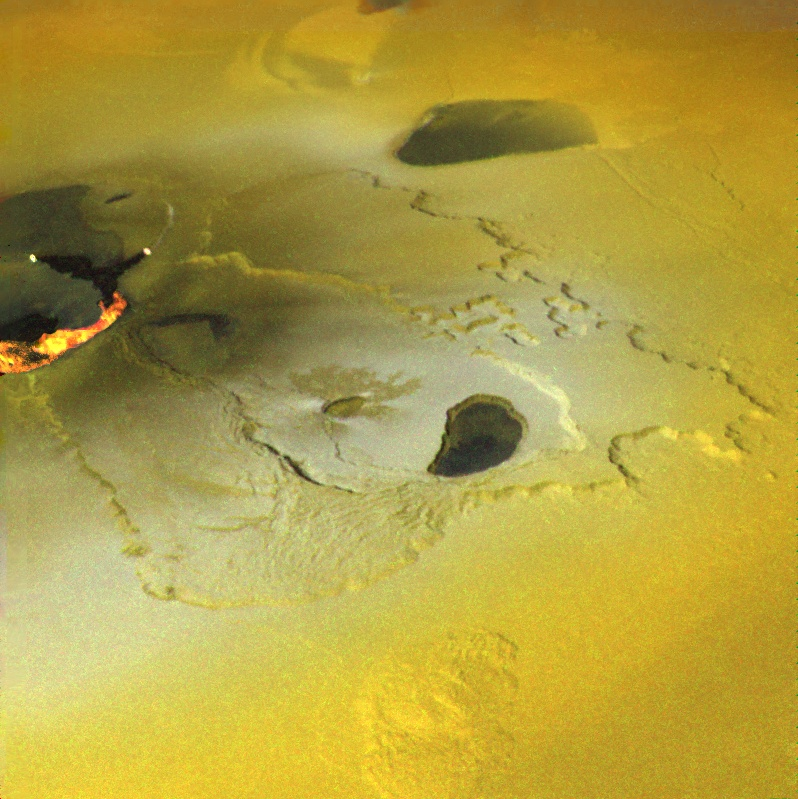
Aktywny wulkan Tvashtar Catena na powierzchni Io
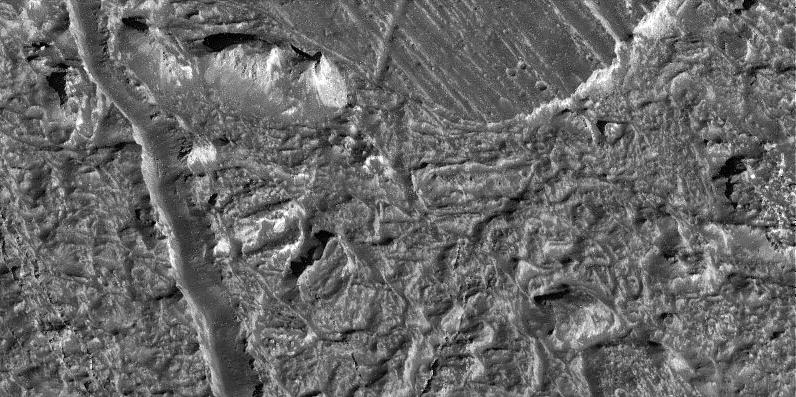
Region Conamara Chaos na powierzchni Europy
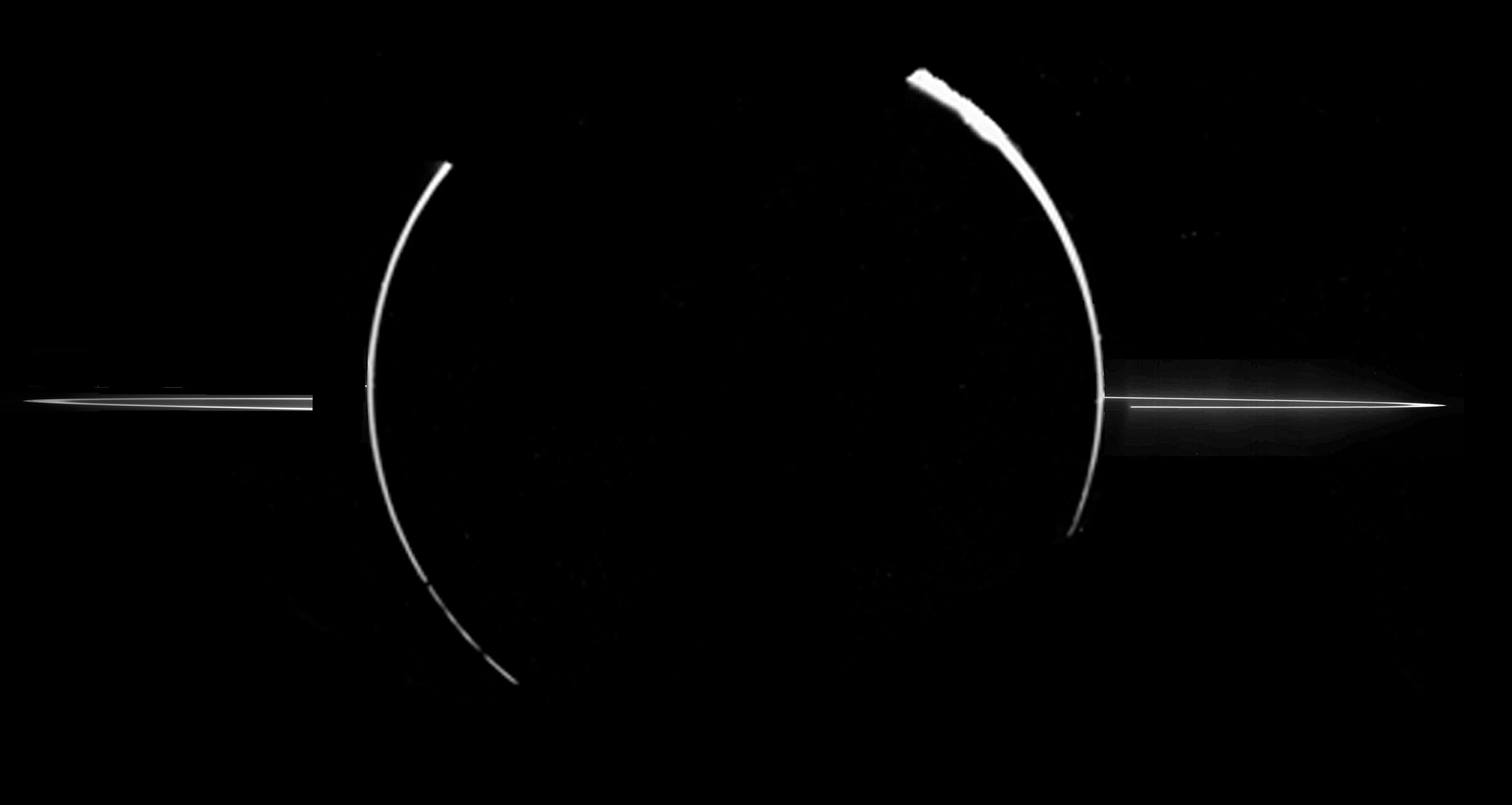
Pierścienie Jowisza

## Rezultaty naukowe
Najważniejsze wyniki obserwacji wykonanych przez sondę Galileo przed dotarciem do Jowisza: 
- Obserwacje morfologii i dynamiki warstw chmur na różnych wysokościach w atmosferze Wenus. Na planecie tej prawdopodobnie występują wyładowania atmosferyczne. Obrazy powierzchni Wenus wykonane w zakresie podczerwieni.
- Obserwacje obłoków mezosferycznych w atmosferze Ziemi. Składająca się z wodoru geokorona jest dużo rozleglejsza, niż było to znane z wcześniejszych obserwacji.
- Potwierdzenie istnienia na powierzchni Księżyca basenu uderzeniowego Biegun Południowy - Aitken. Obserwacje pokryw lawowych wskazują, że wulkanizm we wczesnej historii Księżyca był bardziej intensywny niż przypuszczano. Zebrane dane sugerują także, że skorupa na niewidocznej z Ziemi stronie Księżyca jest grubsza niż wcześniej uważano.
- Pierwsze obserwacje morfologii powierzchni planetoid. Zebrane dane wskazują, że planetoida (951) Gaspra może być stosunkowo młoda i jest fragmentem większego obiektu. Powierzchnia planetoidy (243) Ida jest pokryta większą ilością kraterów niż Gaspra, co sugeruje większy wiek Idy. Zmiany międzyplanetarnego pola magnetycznego i kierunku wiatru słonecznego w pobliżu obydwu planetoid sugerują, że mogą one posiadać własne pola magnetyczne.
- Ida posiada własny księżyc. Jest to pierwszy odkryty księżyc planetoidy.
- Informacje o przebiegu pierwszych faz zderzenia fragmentów komety Shoemaker-Levy 9 w atmosferę Jowisza, w tym dane o rozmiarze, temperaturze i ewolucji powstałych kul ognistych.

Wybrane ważniejsze wyniki obserwacji wykonanych przez sondę Galileo podczas misji na orbicie wokół Jowisza: 
- Obserwacje Europy dostarczyły szeregu przekonujących argumentów potwierdzających istnienie podpowierzchniowego oceanu płynnej wody. Powierzchnia Europy charakteryzuje się małą liczbą i nietypową morfologią kraterów uderzeniowych. Pokryta jest ona licznymi pęknięciami, a jej mniejsze fragmenty są w stosunku do siebie poprzesuwane i obrócone.
- Europa, Ganimedes i Kallisto posiadają indukowane pola magnetyczne, co wskazuje na istnienie warstw słonej wody pod ich powierzchnią.
- Ganimedes posiada własne, wewnętrznie generowane, dipolowe pole magnetyczne oraz magnetosferę. Jest to pierwszy znany księżyc posiadający takie pole.
- Europa, Ganimedes i Kallisto posiadają śladowe atmosfery, określane jako stykające się z powierzchnią egzosfery.
- Lawy wulkaniczne na Io składają się z krzemianów o temperaturze sięgającej ≥ 1340 °C, dużo wyższej niż temperatura współcześnie występującej lawy na Ziemi[34].
- Io wytwarza indukowane pole magnetyczne, co, w połączeniu z intensywną aktywnością wulkaniczną i obecnością wysokotemperaturowej lawy, wskazuje na istnienie globalnej podpowierzchniowej warstwy magmy o grubości > 50 km i frakcji stopienia skały ≥ 20%[35].
- Średnia gęstość Amaltei jest znacząco niższa niż przypuszczano i wynosi ok. 0,86 g cm-3.
- System pierścieni Jowisza zbudowany jest z pyłu wyrzuconego z powierzchni wewnętrznych księżyców planety (Metis, Adrastea, Amaltea i Tebe) przez uderzenia meteoroidów.
- Strumienie elektronów łączą Io z atmosferą Jowisza tworząc obwód przewodzący prąd elektryczny o natężeniu 5 mln amperów.
- Io jest źródłem intensywnych strumieni pyłowych wyrzucanych z układu Jowisza przez pole magnetyczne planety.
- Pierwsze obserwacje obłoków amoniakalnych w atmosferze innej planety.
- Gwiazda Delta Velorum jest najjaśniejszą znaną gwiazdą zmienną zaćmieniową.

Rezultaty misji próbnika atmosferycznego: 
- Próbnik zarejestrował jedynie jedną, cienką warstwę chmur na poziomie ciśnienia 1,6 bara, zamiast spodziewanych trzech wyraźnych warstw zachmurzenia, w tym brak warstwy chmur ze skondensowanej pary wodnej.
- Zawartość wody i siarki w atmosferze okazała się niespodziewanie bardzo niska. Dopiero na krótko przed ustaniem przekazu danych, stężenie wody, amoniaku i siarkowodoru zaczęło gwałtownie wzrastać. Interpretacja tych wyników, która zyskała największą akceptację, zakłada, że skład chemiczny pięciomikronowej gorącej plamy, w którą przypadkowo trafił próbnik, różni się od średniego składu atmosfery, być może z powodu silnych prądów zstępujących chłodnego suchego gazu napływającego z górnych warstw atmosfery.
- Detektor wyładowań atmosferycznych zarejestrował obecność jedynie bardzo odległych wyładowań.
- Prędkość wiatru zwiększała się gwałtownie z chwilą wejścia w atmosferę, a następnie ustalała się na stałym poziomie sięgającym 170 m s-1. Świadczy to, że o dynamice atmosfery decydują wewnętrzne źródła energii.
- Zawartość helu w atmosferze Jowisza wynosi 24% masowych, wyraźnie więcej niż to wynikało z pomiarów wykonanych przez sondy Voyager, i jest zbliżona do jego zawartości w zewnętrznych warstwach Słońca.
- Stężenie neonu na Jowiszu jest dziesięciokrotnie mniejsze niż na Słońcu. Może to świadczyć o stopniowym opadaniu helu i rozpuszczonego w jego kroplach neonu ku środkowi planety.
- Zawartości argonu, kryptonu i ksenonu są większe niż na Słońcu. Sugeruje to, że większość materii tworzącej planetę musiała dotrzeć z chłodniejszych, bardziej odległych od Słońca obszarów niż obecne położenie Jowisza.
- Stężenie deuteru jest zbliżone do słonecznego i znacznie różni się od zawartości w kometach i ziemskich oceanach. Świadczy to o nieznaczącym wpływie spadku komet na skład Jowisza.
- Powyżej górnej atmosfery, w przestrzeni pomiędzy 1,25 Rj i 2,5 Rj, odkryto nowy pas radiacyjny, o natężeniu dziesięciokrotnie większym od ziemskich pasów radiacyjnych, oraz jony helu o wysokiej energii.

### Dodatkowe eksperymenty
Podczas pierwszego przelotu koło Ziemi, w grudniu 1990 r., obserwacje przeprowadzone przez Galileo zostały wykorzystane do eksperymentu poszukiwania śladów życia przez sondę międzyplanetarną. Galileo odkrył obecność wody i barwnika silnie pochłaniającego światło czerwone (chlorofil) na powierzchni Ziemi, duże ilości tlenu oraz metan i podtlenek azotu w stanie głębokiej nierównowagi termodynamicznej w atmosferze. Sugeruje to obecność życia na planecie. Wykryto także obecność wąskopasmowych sygnałów radiowych z modulacją amplitudy, wskazujących na istnienie inteligentnych form życia.
Podczas oddalania się od Ziemi podczas drugiego przelotu, w grudniu 1992 r., przeprowadzono eksperyment sprawdzający możliwość użycia laserów do łączności z sondami kosmicznymi (Galileo Optical Experiment - GOPEX). W tym celu kamera sondy obserwowała Ziemię i wysyłane w jej kierunku impulsy laserowe z odległości od 600 000 km do 6 mln km.

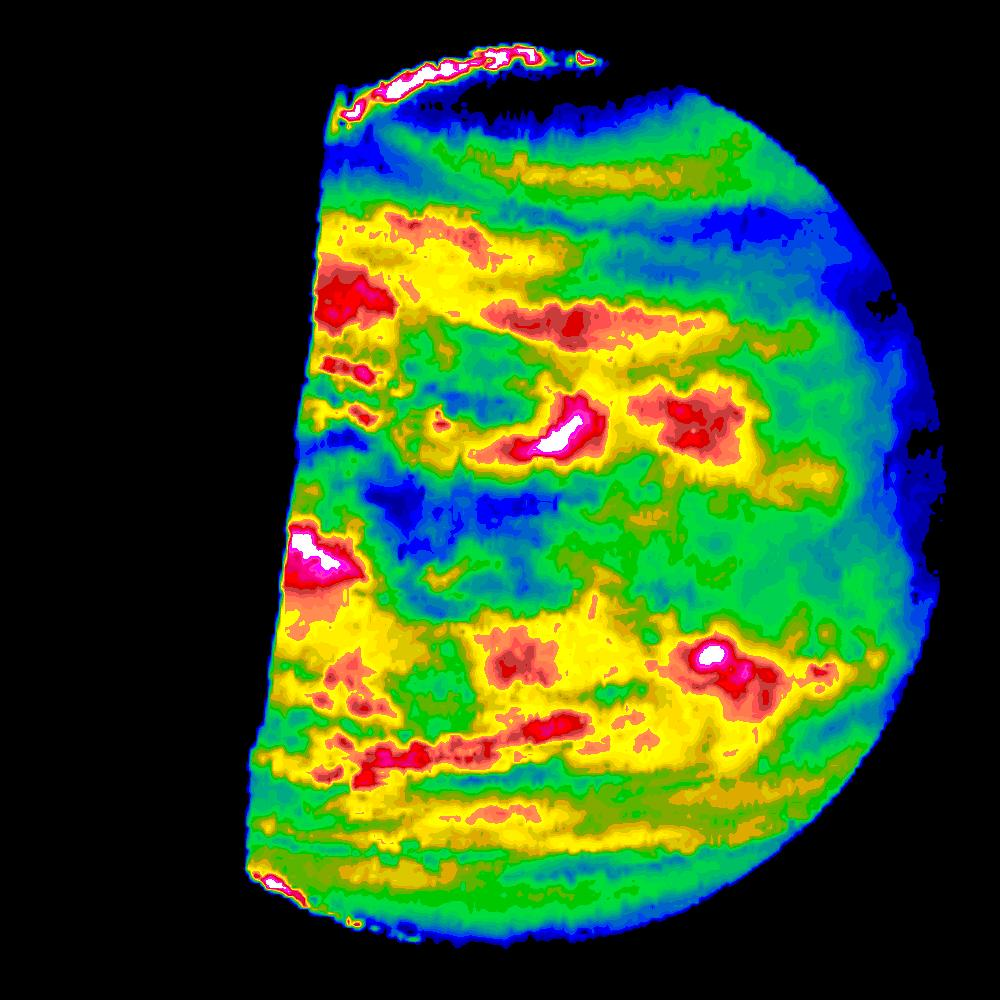
Obraz dolnej warstwy chmur w atmosferze Wenus wykonany przez spektrometr NIMS
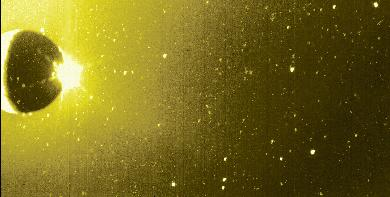
Io zanurzone w obłoku gazowego sodu
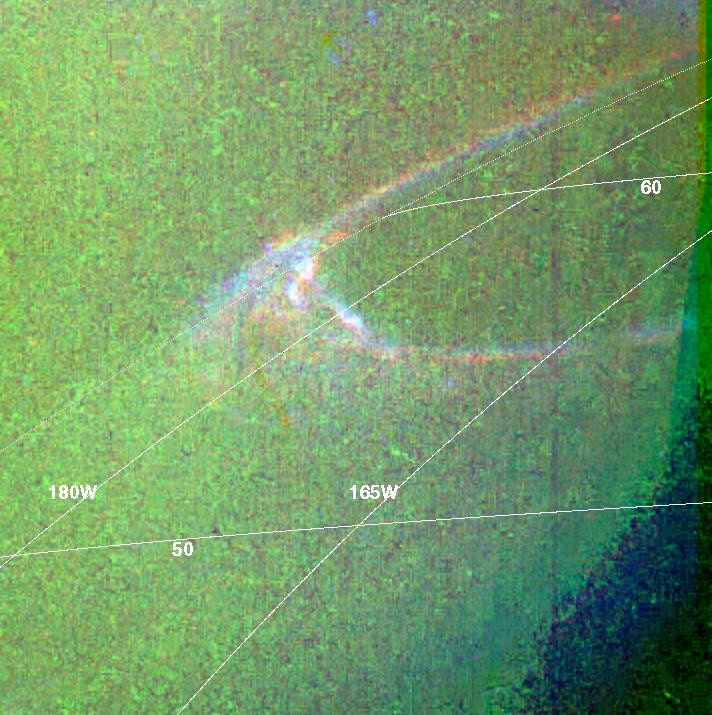
Jowiszowa zorza polarna w sztucznych barwach

## Dodatkowe informacje
Całkowita odległość przebyta przez sondę Galileo podczas misji, od startu do zniszczenia orbitera, wyniosła 4 631 778 000 km.
Całkowity koszt misji, od etapu planowania do jej zakończenia, wyniósł 1,39 mld USD (ze strony amerykańskiej). Dodatkowy wkład partnerów międzynarodowych wyniósł około 110 mln USD.
Stanowisko kierownika projektu Galileo pełnili kolejno John Casani, Richard Spehalski, Bill O’Neil, Bob Mitchell, Jim Erickson, Eilene Theilig i Claudia Alexander. Głównym naukowcem projektu Galileo był dr Torrence V. Johnson.
Stanowisko kierownika misji próbnika atmosferycznego zajmowali kolejno Joel Sperans, Benny Chinn i Marcie Smith. Głównym naukowcem misji próbnika był dr Richard E. Young.